# Liste der technischen Denkmale im Landkreis Bautzen (A–K)
Die Liste der technischen Denkmale im Landkreis Bautzen enthält die Technischen Denkmale im Landkreis Bautzen.
Diese Liste ist eine Teilliste der Liste der Kulturdenkmale in Sachsen.
Aufgrund der großen Anzahl von technischen Denkmalen ist die Liste aufgeteilt in die
- Liste der technischen Denkmale im Landkreis Bautzen (A–K)
- Liste der technischen Denkmale im Landkreis Bautzen (L–Z)

## Legende
- Bild: Bild des Kulturdenkmals, ggf. zusätzlich mit einem Link zu weiteren Fotos des Kulturdenkmals im Medienarchiv Wikimedia Commons. Wenn man auf das Kamerasymbol klickt, können Fotos zu Kulturdenkmalen aus dieser Liste hochgeladen werden:
- Bezeichnung: Denkmalgeschützte Objekte und ggf. Bauwerksname des Kulturdenkmals
- Lage: Straßenname und Hausnummer oder Flurstücknummer des Kulturdenkmals. Die Grundsortierung der Liste erfolgt nach dieser Adresse. Der Link (Karte) führt zu verschiedenen Kartendiensten mit der Position des Kulturdenkmals. Fehlt dieser Link, wurden die Koordinaten noch nicht eingetragen. Sind diese bekannt, können sie über ein Tool mit einer Kartenansicht einfach nachgetragen werden. In dieser Kartenansicht sind Kulturdenkmale ohne Koordinaten mit einem roten bzw. orangen Marker dargestellt und können durch Verschieben auf die richtige Position in der Karte mit Koordinaten versehen werden. Kulturdenkmale ohne Bild sind an einem blauen bzw. roten Marker erkennbar.
- Datierung: Baubeginn, Fertigstellung, Datum der Erstnennung oder grobe zeitliche Einordnung entsprechend des Eintrags in der sächsischen Denkmaldatenbank
- Beschreibung: Kurzcharakteristik des Kulturdenkmals entsprechend des Eintrags in der sächsischen Denkmaldatenbank, ggf. ergänzt durch die dort nur selten veröffentlichten Erfassungstexte oder zusätzliche Informationen
- ID: Vom Landesamt für Denkmalpflege Sachsen vergebene, das Kulturdenkmal eindeutig identifizierende Objekt-Nummer. Der Link führt zum PDF-Denkmaldokument des Landesamtes für Denkmalpflege Sachsen. Bei ehemaligen Kulturdenkmalen können die Objektnummern unbekannt sein und deshalb fehlen bzw. die Links von aus der Datenbank entfernten Objektnummern ins Leere führen. Ein ggf. vorhandenes Icon  führt zu den Angaben des Kulturdenkmals bei Wikidata.

## Arnsdorf
| Bild                                    | Bezeichnung | Lage                   | Datierung                           | Beschreibung | ID       |
| --------------------------------------- | --- | ---------------------- | ----------------------------------- | --- | -------- |
| Weitere Bilder                          | Sachgesamtheit Ehemalige Königlich Sächsische Pflegeanstalt Arnsdorf (heute Sächsisches Krankenhaus für Psychiatrie und Neurologie Arnsdorf) | Arnsdorf (Karte)       | 1907–1912 (Wasserhebe)              | Einzeldenkmal oben genannten Sachgesamtheit: Wasserhebe (siehe auch Sachgesamtheitsdokument obj 09284584); eingeschossiges, freistehendes Gebäude auf verwinkeltem Grundriss, geschichtliche Bedeutung                                                   | 09302277 |
| Direkt Bild zu diesem Denkmal hochladen | Ehemalige Königlich Sächsische Pflegeanstalt Arnsdorf (heute Sächsisches Krankenhaus für Psychiatrie und Neurologie Arnsdorf)                | Arnsdorf (Karte)       | 1907–1912 (Kläranlage)              | Einzeldenkmal oben genannten Sachgesamtheit: Kläranlage sowie Einfriedungsmauer mit geschweiftem Tor (siehe auch Sachgesamtheitsdokument obj 09284584); Kläranlage bestehend aus zwei Klärbecken und mehreren kleinen Gebäuden, geschichtliche Bedeutung | 09302288 |
| Weitere Bilder                          | Sachgesamtheit Ehemalige Königlich Sächsische Pflegeanstalt Arnsdorf (heute Sächsisches Krankenhaus für Psychiatrie und Neurologie Arnsdorf) | Arnsdorf (Karte)       | 1907–1912 (Pumpenhaus C12)          | Einzeldenkmal oben genannten Sachgesamtheit: Kondenswasserpumpenhaus C12 (siehe auch Sachgesamtheitsdokument obj 09284584); eingeschossiger Bau mit Walmdach, geschichtliche Bedeutung                                                                   | 09302289 |
| Weitere Bilder                          | Königlich-Sächsische Meilensteine (Sachgesamtheit)                                                                                           | Arnsdorf (Karte)       | 19. Jahrhundert (Meilenstein)       | Meilenstein; verkehrsgeschichtlich von Bedeutung | 09284592 |
| Direkt Bild zu diesem Denkmal hochladen | Viadukt und Brücke über die Röder | Kleinwolmsdorf (Karte) |                                     | baugeschichtliche und landschaftsprägende Bedeutung | 09305876 |
| Weitere Bilder                          | Phillipp-Mühle | Wallroda (Karte)       | Kern sicher 18. Jahrhundert (Mühle) | Wohnmühlengebäude einschließlich Mühlentechnik und winklige Scheune; Mühlengebäude Obergeschoss Fachwerk, Scheune Fachwerk im Drempel, baugeschichtlich und technikgeschichtlich von Bedeutung                                                           | 09284427 |

## Bautzen, Stadt
| Bild                                    | Bezeichnung | Lage                  | Datierung | Beschreibung | ID       |
| --------------------------------------- | --- | --------------------- | --- | --- | -------- |
| Direkt Bild zu diesem Denkmal hochladen | Wegestein | Bloaschütz (Karte)    | 19. Jahrhundert (Wegestein) | verkehrsgeschichtlich von Bedeutung | 09302904 |
| Direkt Bild zu diesem Denkmal hochladen | Wegestein | Bloaschütz (Karte)    | 19. Jahrhundert (Wegestein) | verkehrsgeschichtlich von Bedeutung | 09302908 |
| Weitere Bilder                          | Königl.-Sächs. Landesstrafvollzugsanstalt (ehem.); Sachgesamtheit Strafvollzugsanstalt Bautzen I (ehem.); Gelbes Elend | Gesundbrunnen (Karte) | 1900–1904 (Zellentrakt); 1903 (Wäscherei); 1903 (Gefängnismauer); 1903 (Anstaltskirche); 1950 (Krankenhaus)                                  | Einzeldenkmale der Sachgesamtheit Strafvollzugsanstalt Bautzen I: Kirche, Haus I, Haus II, Haus III, Haus IV (Krankenhaus), Küche, Wäscherei, Schornstein (Technisches Denkmal) sowie Einfriedungsmauer (siehe auch Sachgesamtheitsdokument obj. 09301250); geschichtlicher und wissenschaftlicher Wert. (vgl. hierzu auch Weigangstraße 8a) | 09250715 |
| Direkt Bild zu diesem Denkmal hochladen | Kupferhammerwerk (ehem.) | Gesundbrunnen (Karte) | 1913–1914 (Walzwerk); um 1920 (Verwaltungsgebäude); 1913–1914 (Laboratorium); wohl 16. Jahrhundert (Mühlgraben); 1795 (Steg); um 1900 (Wehr) | Industriekomplex (ehemaliger Mühlenstandort, später Kupferwalzund Hammerwerk) mit dem ehemaligen Verwaltungsgebäude einschließlich Laboratorium und Beizhaus, Mühlgraben-Wehranlage mit Untertunnelung und Steg sowie Einfriedung (weiteres ehem. Verwaltungsgebäude vgl. Kupferhammer 2 (obj. 09254971)); besondere baugeschichtliche, ortshistorische und wirtschaftsgeschichtliche Bedeutung | 09250451 |
| Direkt Bild zu diesem Denkmal hochladen | Färberei mit Schornstein im Hof (ehem. Werkstatt) | Gesundbrunnen (Karte) | um 1900 (Färberei) | baugeschichtlich und ortsgeschichtlich von Bedeutung | 09250459 |
| Weitere Bilder                          | Gebäudekomplex, bestehend aus Werkhallen und Verwaltungsgebäuden (Gebäude I, Ib, Id, II, III, IV, VI, VII, X), mit Schornstein an Gebäude Id (bedeutende Landmarke) und Schornstein sowie keramisches Relief "Eisenflechter" an Außenwand und Wandgestaltung aus je zwei liegenden rechteckigen und zwei quadratischen abstrakten keramischen Reliefs an Innenwand des ehemaligen Speisesaals | Gesundbrunnen (Karte) | um 1920 (ehem. Küche); bezeichnet 1922 (Gebäude III); Mitte 19. Jahrhundert (Gebäude Ib); bezeichnet 1869 (Gebäude I); um 1890 (Schornstein) | baugeschichtlich und technikgeschichtlich sowie künstlerisch von Bedeutung | 09251229 |
| Weitere Bilder                          | Friedensbrücke; Kronprinzenbrücke (ehem.); Spreetalbrücke | Innenstadt (Karte)    | bezeichnet 1909, errichtet 1908–1909 (Straßenbrücke)                                                                                         | Straßenbrücke über die Spree; landschaftsgestaltend sowie ortsbildprägend, von technikgeschichtlicher und ortshistorischer Bedeutung | 09250980 |
| Direkt Bild zu diesem Denkmal hochladen | Gartenhaus im hinteren Bereich des Grundstücks sowie historische Wäschemangel im Vorderhaus | Innenstadt (Karte)    | um 1800 (Gartenhaus); 4. Viertel 19. Jahrhundert (Wäschemangel)                                                                              | Gartenhaus architekturgeschichtliches Zeugnis, städtebaulich und stadtgeschichtlich von Bedeutung, Wäschemangel von technikgeschichtlicher Bedeutung | 09251459 |
|                                         | Neue Wasserkunst | Innenstadt (Karte)    | bezeichnet 1606 (Wasserkunst); 1692 (Steinbank)                                                                                              | Neue Wasserkunst mit Steinbank und Bruchsteinstützmauer am Neutor, einschließlich Verbindungsgang zum Wärterhaus (siehe auch Fischergasse 20 -Obj. 09251179); baukünstlerisch, ortsgeschichtlich und technikgeschichtlich von Bedeutung, ortsbildprägend | 09250962 |
|                                         | Schmutzwasser-Pumpwerk | Innenstadt (Karte)    | 1929 (Pumpenhaus) | Pumpenhaus; eingeschossiger Klinkerbau mit an Geländeniveau angepasstem Anbau als Zugang zu Dachterrasse (mit Eisengeländer), mit rundbogigen Fenster- und Türöffnungen, eingezogenem Eingang, baugeschichtlich und technikgeschichtlich von Bedeutung | 09286964 |
|                                         | Werkhaus der Neuen Wasserkunst | Innenstadt (Karte)    | 1606–1610 (Wohnhaus) | Ehemaliges Werkhaus der Neuen Wasserkunst (vgl. obj 09250962) mit Resten der Einfriedung; baugeschichtlich und technikgeschichtlich von herausragender Bedeutung | 09251179 |
|                                         | Strumpfwalke (ehem.) | Innenstadt (Karte)    | | Wohn- und Produktionsgebäude mit zwei Anbauten, in offener Bebauung; baugeschichtlich und technikgeschichtlich von Bedeutung | 09251180 |
| Weitere Bilder                          | Wasserturm | Innenstadt (Karte)    | 1877 (Wasserturm) | Wasserturm; baugeschichtlich und technikgeschichtlich von Bedeutung | 09251155 |
| Weitere Bilder                          | Kursächsische Postmeilensäulen (Sachgesamtheit) | Innenstadt (Karte)    | 1725 (Ganzmeilensäule) | Postmeilensäule; Reststück einer Ganzmeilensäule, verkehrsgeschichtlich und ortsgeschichtlich von Bedeutung | 09250250 |
| Direkt Bild zu diesem Denkmal hochladen | Elektrizitätswerk | Innenstadt (Karte)    | um 1900 (Umspannwerk); 1900 (Verwaltungsgebäude)                                                                                             | Altes Elektrizitätswerk, heute ESAG-Kundenberatung, bestehend aus ehem. Schalthaus und Verwaltungsgebäude und Einfriedungsmauer (siehe auch Rosenstraße 30, Obj.); ortsgeschichtlich und technikgeschichtlich von Bedeutung | 09250717 |
|                                         | Elektrizitätswerk | Innenstadt (Karte)    | um 1900 (Umspannwerk); 1900 (Verwaltungsgebäude)                                                                                             | Altes Elektrizitätswerk, heute ESAG-Kundenberatung, bestehend aus ehem. Schalthaus und Verwaltungsgebäude und Einfriedungsmauer (siehe auch Rosenstraße 30, Obj.); ortsgeschichtlich und technikgeschichtlich von Bedeutung | 09250717 |
|                                         | Gebr. Paulinus-Schmiede | Innenstadt (Karte)    | bezeichnet 1896 (Schmiede) | Schmiede im Hinterhof mit Erweiterungsbau; technikgeschichtlich von Bedeutung | 09250026 |
|                                         | Lazarusmühle | Innenstadt (Karte)    | 2. Hälfte 18. Jahrhundert (Mühle) | Ehemalige Mühle mit unterirdisch verlaufendem Mühlgraben; siehe auch obj. 09253223, baugeschichtlich, ortsgeschichtlich und technikgeschichtlich von Bedeutung | 09251123 |
| Weitere Bilder                          | Wohnhaus mit zweietagiger Brücke über den Mühlgraben zum Hintergebäude, in halboffener Bebauung | Innenstadt (Karte)    | bezeichnet 1785 (Wohnhaus) | baugeschichtlich und straßenbildprägend von Bedeutung | 09251125 |
|                                         | Wohnhaus mit Hintergebäude (über den Mühlgraben gebaut) und Bogenbrücke, in geschlossener Bebauung | Innenstadt (Karte)    | 1775 (Hausbrücke, bezeichnet schlussstein)                                                                                                   | baugeschichtlich und technikgeschichtlich von Bedeutung | 09251126 |
|                                         | Große Mühle; Ratsmühle; Reiterhaus; Sog. »Eselstall« | Innenstadt (Karte)    | im Kern 16. Jahrhundert (Mühlgraben); Kern Mittelalter; in Tafel bezeichnet 1897 (Seitengebäude); um 1920 (Turbinenhaus)                     | Mühlgraben im Gebiet Unterm Schloß in seiner gesamten Ausdehnung (von Unterm Schloss 6 bis Unterm Schloss 48, siehe auch obj. 09251123), teilweise überwölbt (Bruchstein, sehr desolat), einschließlich Überfallwehr mit Freifluter, Turbinenhaus mit Resten der Technik (Schachtturbine), Schützenanlage, Rundbogenaussteifungen im Bereich der früheren großen Mühle (oder Ratsmühle) sowie straßenbegleitende Einfriedungsmauer, dazu angrenzendes Gebäude des ehemaligen sogenannten Eselstalls; ortsgeschichtlich, ortsbildprägend und technikgeschichtlich von Bedeutung | 09253223 |
| Weitere Bilder                          | Stadtbefestigung und Promenaden (Sachgesamtheit); Alte Wasserkunst | Innenstadt (Karte)    | nach 1558 (Wasserkunst) | Einzeldenkmal der Sachgesamtheit Stadtbefestigung und Promenaden: Alte Wasserkunst mit Wehrgang, Wehr und Graben sowie erhaltener Technik (siehe Sachgesamtheitsliste -Obj. 09301008); stadtbildprägend, ortsgeschichtlich, baugeschichtlich und technikgeschichtlich von Bedeutung | 09251001 |
|                                         | Wegesäule | Kleinseidau (Karte)   | 19. Jahrhundert (Wegestein) | von ortsgeschichtlicher und verkehrsgeschichtlicher Bedeutung | 09253074 |
| Weitere Bilder                          | Wasserturm | Kleinwelka (Karte)    | bezeichnet 1931 (Wasserturm) | Wasserturm; ortsbildprägender Turm mit technikgeschichtlicher Bedeutung | 09253057 |
|                                         | Wegesäule | Löschau (Karte)       | 19. Jahrhundert (Wegestein) | verkehrshistorisch von Bedeutung | 09252290 |
| Weitere Bilder                          | Bahnhof Bautzen | Nordostring (Karte)   | 1846 (Personenbahnhof); um 1900 (Empfangsgebäude); um 1935 (Taxistand); 1931 (Kriegerdenkmal 1. Weltkrieg); um 1910 (ehem. Post)             | Bahnhof mit Wandund Deckenbild im Foyer sowie zugehöriger Hausbahnsteig mit Überdachung, das Gebäude der ehemaligen Post, das Gebäude des Taxistandes auf dem Bahnhofsvorplatz und Kriegerdenkmal zu Ehren der im Ersten Weltkrieggefallenen Eisenbahner; baugeschichtliche und verkehrsgeschichtliche Bedeutung | 09251181 |
| Weitere Bilder                          | Dampflokomotive 52 8056-5 | Nordostring (Karte)   | 1943 (Dampflokomotive) | Dampflokomotive mit Tender, auf Sockel; eisenbahngeschichtlich und technikgeschichtlich von Bedeutung Im Zuge der Umgestaltung des Bahnhofs wurde die Lok am 18. September 2017 in die Packhofstraße umgesetzt und am 5. März 2018 dem Löbauer Verein Ostsächsische Eisenbahnfreunde (OSEF) übertragen. | 09250503 |
| Direkt Bild zu diesem Denkmal hochladen | Wegesäule | Oberuhna (Karte)      | 1. Hälfte 19. Jahrhundert (Wegestein) | verkehrsgeschichtlich von Bedeutung | 09252275 |
| Direkt Bild zu diesem Denkmal hochladen | Wegesäule | Oberuhna (Karte)      | um 1850 (Wegestein) | verkehrsgeschichtlich von Bedeutung | 09252273 |
| Direkt Bild zu diesem Denkmal hochladen | Wegesäule | Oberuhna (Karte)      | 1. Hälfte 19. Jahrhundert (Wegestein) | verkehrsgeschichtlich von Bedeutung | 09252289 |
| Weitere Bilder                          | Wasserwerk | Ostvorstadt (Karte)   | bezeichnet 1893 (Wasserwerk); 1949/50 (Trinkwasseraufbereitungsanlage)                                                                       | Wasserwerk mit Sammelbrunnen sowie dahinter liegende Trinkwasseraufbereitungsanlage; baugeschichtlich und technikgeschichtlich von Bedeutung | 09251337 |
| Direkt Bild zu diesem Denkmal hochladen | Wegesäule | Ostvorstadt (Karte)   | 2. Hälfte 19. Jahrhundert (Wegestein) | verkehrsgeschichtlich von Bedeutung | 09251338 |
| Weitere Bilder                          | Sachgesamtheit Königlich-Sächsische Triangulierung („Europäische Gradmessung im Königreich Sachsen“); Station 49 Salzenforst | Salzenforst (Karte)   | bezeichnet 1865 (Triangulationssäule) | Triangulationsstein, Station 2. Ordnung; bedeutendes Zeugnis der Geodäsie des 19. Jahrhunderts, vermessungsgeschichtlich von Bedeutung | 09252283 |
|                                         | Königlich-Sächsische Meilensteine (Sachgesamtheit) | Stiebitz (Karte)      | 19. Jahrhundert (Meilenstein) | Meilenstein; Halbmeilenstein zum Kilometerstein umgearbeitet, verkehrshistorisch von Bedeutung | 09250199 |
|                                         | Eisenbahnstrecke Bautzen–Bad Schandau | Südvorstadt (Karte)   | 1919 (Eisenbahnbrücke) | Betonbogenbrücke mit Betonbrüstung und seitlichen Flügelmauern; angesichts des abgelegenen Standorts bemerkenswert aufwändig gestaltetes Brückenbauwerk, ursprünglich als Eisenbahnbrücke errichtet, aber aufgrund fehlender Betriebsfreigabe nie als solche eingesetzt, von eisenbahngeschichtlicher und baugeschichtlicher Bedeutung | 09250505 |
|                                         | Brücke Boblitzer Wasser; Eisenbahnstrecke Görlitz–Dresden | Südvorstadt (Karte)   | 1845/1846 (Eisenbahnbrücke) | Eisenbahnbrücke mit seitlichen Stützmauern; zweibogige Gewölbebrücke aus Granitquadermauerwerk, von eisenbahngeschichtlicher und baugeschichtlicher Bedeutung | 09250205 |
|                                         | Frankensteinsche Mühle | Südvorstadt (Karte)   | 2. Hälfte 19. Jahrhundert (Mühle) | Mahlmühle, einschließlich Mühlgraben, Wehr sowie Teile der technischen Einrichtung (Dieselmotoren, wassertechnische Anlage); baugeschichtlich, wirtschaftsgeschichtlich und technikgeschichtlich von Bedeutung | 09250535 |
| Weitere Bilder                          | Eisenbahnviadukt über die Spree | Südvorstadt (Karte)   | um 1850 (Viadukt) | als Steinbrücke mit fünf größeren und fünf kleineren Rundbögen errichtet, eisenbahngeschichtlich, baugeschichtlich und technikgeschichtlich von Bedeutung | 09250166 |
| Direkt Bild zu diesem Denkmal hochladen | Blechschmidts Emaillierwerk | Südvorstadt (Karte)   | um 1890 (Fabrikgebäude) | Fabrikanlage mit den Fabrikgebäuden 4.1 und 4.2 sowie Einfriedung und Pförtnerhaus; ortsgeschichtlich von Bedeutung | 09250534 |
|                                         | Wegesäule | Teichnitz (Karte)     | 1. Hälfte 19. Jahrhundert (Wegestein) | verkehrsgeschichtlich von Bedeutung | 09251378 |
| Direkt Bild zu diesem Denkmal hochladen | Wegesäule | Temritz (Karte)       | bezeichnet 1863 (Wegestein) | verkehrsgeschichtlich von Bedeutung | 09252294 |
| Weitere Bilder                          | Heilig-Geist-Brücke; Spreebrücke | Westvorstadt (Karte)  | 1595 (Straßenbrücke) | Mehrbogenbrücke über die Spree; stadtgeschichtlich, verkehrsgeschichtlich, baugeschichtlich und technikgeschichtlich von Bedeutung | 09250206 |
| Direkt Bild zu diesem Denkmal hochladen | Ehemalige Schmiede und achteckiger Schornstein | Westvorstadt (Karte)  | um 1910 (Schmiede) | straßenbildprägend und technikgeschichtlich von Bedeutung | 09250195 |
| Direkt Bild zu diesem Denkmal hochladen | Umspannwerk (ohne technische Anlagen) und Wohnhaus (roter Klinkerbauten) | Westvorstadt (Karte)  | um 1930 (Umspannwerk); um 1930 (Wohnhaus) | baugeschichtlich und technikgeschichtlich von Bedeutung | 09250452 |
|                                         | Anläufe einer schmalen Brücke über die Spree (Fußgängerbrücke) | Westvorstadt (Karte)  | Anfang 1980er Jahre (Fußgängerbrücke) | technikgeschichtlich von Bedeutung | 09250506 |
| Weitere Bilder                          | Jordantalbrücke | Westvorstadt (Karte)  | 1907–1909 (Straßenbrücke); 1953 (Wiederaufbau)                                                                                               | Zweibogige Brücke über die Salzenforster Straße; technikgeschichtlich und verkehrsgeschichtlich von Bedeutung | 09250410 |
| Weitere Bilder                          | Kappler-Mühle | Westvorstadt (Karte)  | bezeichnet 1718 (Wohnhaus) | Mühle mit Resten der wassertechnischen Anlage und Doppelwohnhaus in offener Bebauung (mit Wasserstandstafel); baugeschichtlich und ortsgeschichtlich von Bedeutung | 09251220 |
| Direkt Bild zu diesem Denkmal hochladen | Schleifmühle | Westvorstadt (Karte)  | um 1850 (Mühle) | Ehemalige Schleifmühle (viergeschossig, Walmdach) mit lang gestrecktem Anbau, mit gesamter Technik, einschließlich wassertechnischer Anlage (Wehr, Mühlgraben durch das Gebäude) und Brücke über die Spree; alle Baulichkeiten weitgehend im Originalzustand erhalten, baugeschichtlich, ortsgeschichtlich und technikgeschichtlich von Bedeutung | 09251443 |
| Weitere Bilder                          | Hammermühle; Eisenhammer | Westvorstadt (Karte)  | um 1850 (Wohnhaus des Eisenhammers); bezeichnet 1897 (Mühlengebäude); bezeichnet 1905 (Lagerhaus); bezeichnet 1898 (Mietshaus)               | Mühlenensemble mit Mietshaus in Ecklage, Müllerwohnhaus, Nebengebäude (Torhaus), rückwärtigem Mühlentrakt über L-förmigem Grundriss, Lagergebäude im Hof und Hofpflasterung, dazu mühlentechnische Einrichtung und wassertechnische Anlage einschließlich des zugehörigen Überfallwehrs; im Mühlengebäude drei Wandbilder, Stadtansichten um 1850–1880 darstellend (bis 1888 Eisenhammer, danach Mühle), Mühlentechnik vollständig vorhanden, baugeschichtlich, ortsgeschichtlich und technikgeschichtlich von Bedeutung                                                       | 09250828 |

## Bernsdorf, Stadt
| Bild                                    | Bezeichnung                                        | Lage                  | Datierung | Beschreibung | ID       |
| --------------------------------------- | -------------------------------------------------- | --------------------- | --- | --- | -------- |
| Weitere Bilder                          | Zwei Wegesteine                                    | Bernsdorf (Karte)     | 19. Jahrhundert (Wegestein)                                                                                  | von verkehrsgeschichtlicher Bedeutung | 09304586 |
| Weitere Bilder                          | Wegestein und Grenzstein                           | Bernsdorf (Karte)     | vermutlich 19. Jahrhundert (Wegestein)                                                                       | verkehrsgeschichtlich und regionalgeschichtlich von Bedeutung | 09278789 |
| Weitere Bilder                          | Windmühle Großgrabe                                | Großgrabe (Karte)     | Anfang 19. Jahrhundert (Mühle)                                                                               | Turmholländer; ortsgeschichtlich und ortsbildprägend von Bedeutung | 09278799 |
| Weitere Bilder                          | Windmühle Straßgräbchen                            | Straßgräbchen (Karte) | 19. Jahrhundert (Mühle)                                                                                      | Turmholländer; ortsgeschichtlich und ortsbildprägend von Bedeutung | 09228236 |
|                                         | Sühnekreuz und Wegesäule                           | Straßgräbchen (Karte) | 16./17. Jahrhundert (Mord- und Sühnekreuz); 19. Jahrhundert, Wegesäule (Wegestein)                           | ortsgeschichtliche und verkehrsgeschichtliche Bedeutung | 09305315 |
| Weitere Bilder                          | Bahnhof Wiednitz; Eisenbahnstrecke Lübbenau–Kamenz | Wiednitz (Karte)      | 1874, Streckenund Stationseröffnung (Personenbahnhof); 1911 (Empfangsgebäude); um 1910 (Eisenbahnerwohnhaus) | Empfangsgebäude mit Güterabfertigung (Nr. 22), Bahnsteig, Ladestraße mit Pflasterung und Schuppen sowie Eisenbahnerwohnhaus (Nr. 20); ehemals mit mehreren Ladegleisen und Formsignalen, authentisch erhaltenes Empfangsgebäude, an die Gestaltung preußischer Bahnhöfe erinnernder roter Backsteinbzw. Putzbau mit aufwendiger zeittypischer Gliederung und bewegter Dachlandschaft, Eisenbahnwohnhaus aus rotem Backstein ebenfalls aufwendig gegliedert, Güterabfertigung und lange Ladestraße letztes Zeugnis für den ehemals starken Güterumschlag im Zusammenhang mit Landwirtschaft und vor allem der Braunkohlenindustrie, Ensemble von baugeschichtlicher, ortsgeschichtlicher, industriegeschichtlicher und eisenbahngeschichtlicher Bedeutung. | 08985167 |
| Direkt Bild zu diesem Denkmal hochladen | Wegestein                                          | Wiednitz (Karte)      | 19. Jahrhundert (Wegestein)                                                                                  | verkehrsgeschichtlich von Bedeutung | 08985159 |
| Direkt Bild zu diesem Denkmal hochladen | Wegestein                                          | Wiednitz (Karte)      | 19. Jahrhundert (Wegestein)                                                                                  | verkehrsgeschichtlich von Bedeutung | 08985163 |
| Direkt Bild zu diesem Denkmal hochladen | Wegestein                                          | Wiednitz (Karte)      | 19. Jahrhundert (Wegestein)                                                                                  | verkehrsgeschichtlich von Bedeutung | 08985162 |
| Direkt Bild zu diesem Denkmal hochladen | Wegestein                                          | Wiednitz (Karte)      | 19. Jahrhundert (Wegestein)                                                                                  | verkehrsgeschichtlich von Bedeutung | 08985160 |
| Direkt Bild zu diesem Denkmal hochladen | Transformatorenturm                                | Wiednitz (Karte)      | um 1930 (Transformatorenstation)                                                                             | mit akzentuierender zeittypischer Formensprache, technikgeschichtlich von Bedeutung | 08985161 |
| Direkt Bild zu diesem Denkmal hochladen | Wegestein                                          | Wiednitz (Karte)      | 19. Jahrhundert (Wegestein)                                                                                  | verkehrsgeschichtlich von Bedeutung | 08985164 |
| Direkt Bild zu diesem Denkmal hochladen | Wegestein                                          | Zeißholz (Karte)      | 19. Jahrhundert (Wegestein)                                                                                  | verkehrsgeschichtlich von Bedeutung | 09278773 |

## Bischofswerda, Stadt
| Bild                                    | Bezeichnung                                               | Lage                  | Datierung | Beschreibung | ID       |
| --------------------------------------- | --------------------------------------------------------- | --------------------- | --- | --- | -------- |
| Direkt Bild zu diesem Denkmal hochladen | Wegestein                                                 | Belmsdorf (Karte)     | 19. Jahrhundert (Wegestein) | verkehrsgeschichtlich von Bedeutung | 09305601 |
| Direkt Bild zu diesem Denkmal hochladen | Wegestein                                                 | Belmsdorf (Karte)     | 19. Jahrhundert (Wegestein) | verkehrsgeschichtlich von Bedeutung | 09305600 |
| Weitere Bilder                          | Kursächsische Postmeilensäulen (Sachgesamtheit)           | Bischofswerda (Karte) | 1724 (Postdistanzsäule) | Postmeilensäule; teilweise Kopie einer Distanzsäule, verkehrsgeschichtlich von Bedeutung | 09285749 |
| Direkt Bild zu diesem Denkmal hochladen | Bahnhof Bischofswerda; Eisenbahnstrecke Görlitz–Dresden   | Bischofswerda (Karte) | 1845 (Empfangsgebäude); 1883–1884, östliche Erweiterung (Empfangsgebäude)                                                                          | Bahnhof mit Empfangsgebäude, Hausbahnsteigüberdachung sowie Mittelbahnsteig mit Bahnsteigüberdachung, Einhausung des Treppenaufgangs und Pflasterung; eisenbahngeschichtlich und ortsgeschichtlich von Bedeutung | 09285706 |
| Direkt Bild zu diesem Denkmal hochladen | Brücke über die Wesenitz                                  | Bischofswerda (Karte) | Ende 19. Jahrhundert (Straßenbrücke) | einbogige Sandstein-/Granitbrücke, verkehrsgeschichtlich und technikgeschichtlich von Bedeutung | 09285704 |
| Direkt Bild zu diesem Denkmal hochladen | Fabrikgebäude der alten Brauerei mit Einfriedungsmauer    | Bischofswerda (Karte) | um 1850 (Fabrikgebäude) | in Ecklage zur Hans-Volkmann-Straße, baugeschichtlich und ortsgeschichtlich von Bedeutung | 09288403 |
|                                         | Mühle (ehem.)                                             | Bischofswerda (Karte) | nach 1813 (Wohnhaus) | Wohnhaus in offener Bebauung; baugeschichtlich und ortsgeschichtlich von Bedeutung | 09285897 |
| Direkt Bild zu diesem Denkmal hochladen | Fußgängertunnel                                           | Bischofswerda (Karte) | um 1900 (Straßentunnel) | Granit, verkehrsgeschichtlich von Bedeutung | 09285676 |
| Direkt Bild zu diesem Denkmal hochladen | Eisenbahnstrecke Görlitz–Dresden                          | Bischofswerda (Karte) | bezeichnet 1901 (Eisenbahnbrücke) | Eisenbahnbrücke; zweibogige Brücke aus Granit, eisenbahngeschichtlich und technikgeschichtlich von Bedeutung | 09285675 |
| Direkt Bild zu diesem Denkmal hochladen | Eisenbahnstrecke Görlitz–Dresden                          | Bischofswerda         | um 1900 (Eisenbahnbrücke) | Eisenbahnbrücke; Granit, verkehrsgeschichtlich und technikgeschichtlich von Bedeutung | 09285674 |
| Direkt Bild zu diesem Denkmal hochladen | Ziegelei                                                  | Bischofswerda (Karte) | 2. Hälfte 19. Jahrhundert (Ziegelei) | Ziegeleigebäude mit Zickzackofen einschließlich hinterem Anbau mit Trocknungsregalen; technikgeschichtlich von Bedeutung                                                                                         | 09288470 |
| Direkt Bild zu diesem Denkmal hochladen | Brücke über die Wesenitz                                  | Bischofswerda (Karte) | Ende 19. Jahrhundert (Straßenbrücke) | einbogige Granitbrücke, baugeschichtlich und technikgeschichtlich von Bedeutung | 09285719 |
| Direkt Bild zu diesem Denkmal hochladen | Straßenbrücke über die Eisenbahn                          | Bischofswerda (Karte) | um 1900 (Straßenbrücke) | zweibogige Granitbrücke, baugeschichtlich und technikgeschichtlich von Bedeutung | 09285678 |
| Direkt Bild zu diesem Denkmal hochladen | Eisenbahnbrücke                                           | Bischofswerda (Karte) | um 1900 (Eisenbahnbrücke) | technikgeschichtlich und verkehrsgeschichtlich von Bedeutung | 09285683 |
| Direkt Bild zu diesem Denkmal hochladen | Granitbogenbrücke und Grenzstein                          | Großdrebnitz (Karte)  | 19. Jahrhundert (Straßenbrücke) | baugeschichtlich, technikgeschichtlich und ortsgeschichtlich von Bedeutung | 08986184 |
| Direkt Bild zu diesem Denkmal hochladen | Brücke Schönbrunn; Eisenbahnstrecke Kamenz–Bischofswerda  | Schönbrunn (Karte)    | 1901 (Eisenbahnbrücke) | Eisenbahnbrücke; Bogenbrücke mit zwei Öffnungen über die Burkauer Straße, ortsbildprägend, baugeschichtlich und eisenbahngeschichtlich von Bedeutung                                                             | 09288940 |
| Direkt Bild zu diesem Denkmal hochladen | Wegesäule                                                 | Schönbrunn (Karte)    | 19. Jahrhundert (Wegestein) | verkehrsgeschichtlich von Bedeutung | 09289492 |
| Direkt Bild zu diesem Denkmal hochladen | Wegesäule                                                 | Weickersdorf (Karte)  | um 1905, Wegsäule (Wegestein) | quadratische Granit-Säule mit fünfseitigem Oberteil, verkehrsgeschichtliche Bedeutung | 09304676 |
| Direkt Bild zu diesem Denkmal hochladen | Haltepunkt Weickersdorf; Eisenbahnstrecke Görlitz–Dresden | Weickersdorf (Karte)  | 1909, Toilettenhäuschen (Personenbahnhof); 1909 (Wartehalle)                                                                                       | Wartehalle und Toilettenhäuschen des Haltepunktes Weickersdorf; Wartehalle mit Eingang in Umgebindetechnik, eisenbahngeschichtlich, baugeschichtlich und ortsgeschichtlich von Bedeutung                         | 09276211 |
| Direkt Bild zu diesem Denkmal hochladen | Zwei Bogenbrücken an der Hentschelmühle                   | Weickersdorf (Karte)  | Inschriftstein bezeichnet 1828 (zweite Bogenbrücke); Mitte 19. Jahrhundert (erste Bogenbrücke); Inschriftstein bezeichnet1850 (zweite Bogenbrücke) | eine der beiden Brücken mit zwei Inschriftsteinen, baugeschichtlich und ortsgeschichtlich von Bedeutung | 09276210 |
| Direkt Bild zu diesem Denkmal hochladen | Eisenbahnstrecke Görlitz–Dresden                          | Weickersdorf (Karte)  | 4. Viertel 19. Jahrhundert (Eisenbahnbrücke) | Eisenbahnbrücke; einbogige Granitbrücke mit seitlichen gemauerten Wangen, eisenbahngeschichtlich und technikgeschichtlich von Bedeutung                                                                          | 09304142 |
| Direkt Bild zu diesem Denkmal hochladen | Wegestein                                                 | Weickersdorf (Karte)  | 19. Jahrhundert (Wegestein) | verkehrsgeschichtlich von Bedeutung | 09276207 |
| Direkt Bild zu diesem Denkmal hochladen | Wegestein                                                 | Weickersdorf (Karte)  | 19. Jahrhundert (Wegestein) | Granitobelisk, Inschriftfeld mit Wegbezeichnung "Stolpen", verkehrsgeschichtlich von Bedeutung | 09276213 |
| Direkt Bild zu diesem Denkmal hochladen | Weickersdorfer Mühle                                      | Weickersdorf (Karte)  | bezeichnet 1830 (Bauernhaus) | Mühlenanwesen mit Wohnhaus und Scheune über Hakengrundriss; ehemals Schneid- und Mahlmühle, Obergeschoss Fachwerk verbrettert, Giebel massiv, baugeschichtlich und ortsgeschichtlich von Bedeutung               | 09276216 |

## Bretnig-Hauswalde
| Bild                                    | Bezeichnung | Lage              | Datierung                   | Beschreibung                        | ID       |
| --------------------------------------- | ----------- | ----------------- | --------------------------- | ----------------------------------- | -------- |
| Direkt Bild zu diesem Denkmal hochladen | Wegesäule   | Hauswalde (Karte) | 19. Jahrhundert (Wegestein) | verkehrsgeschichtlich von Bedeutung | 09289144 |

## Burkau
| Bild                                    | Bezeichnung                             | Lage                     | Datierung                                                                                          | Beschreibung | ID       |
| --------------------------------------- | --------------------------------------- | ------------------------ | -------------------------------------------------------------------------------------------------- | --- | -------- |
| Direkt Bild zu diesem Denkmal hochladen | Wegestein                               | Bocka (Karte)            | 19. Jahrhundert (Wegestein)                                                                        | verkehrsgeschichtlich von Bedeutung | 09289394 |
| Direkt Bild zu diesem Denkmal hochladen | Raschemühle                             | Burkau (Karte)           | um 1870, Kern möglicherweise älter (Mühle)                                                         | Wohnhaus und Scheune einer Mühle sowie Mühlteich; Wohnhaus Obergeschoss Fachwerk verbrettert und verschiefert, Haustür Granitgewände, exponierte Lage, baugeschichtlich und ortsgeschichtlich von Bedeutung                                                       | 09289426 |
| Direkt Bild zu diesem Denkmal hochladen | Eichardts Mühle                         | Burkau (Karte)           | bezeichnet 1808 (Mühle)                                                                            | Mühle mit angebautem Wohnhaus und Mühlteich; Mühle dreigeschossiges Gebäude mit Krüppelwalmdach, angebautes Wohnhaus zweigeschossiger Putzbau mit Krüppelwalmdach, baugeschichtlich und ortsgeschichtlich von Bedeutung                                           | 09289385 |
| Direkt Bild zu diesem Denkmal hochladen | Wenzelmühle                             | Burkau (Karte)           | Kern 18. Jahrhundert (Mühle); um 1910 (Sägegatter)                                                 | Mühlengebäude mit integrierter Scheune und Schneidemühlen-Anbau sowie Technik und Reste des Wasserbaus; Obergeschoss Fachwerk verkleidet, Schneidemühle verbretterte Holzkonstruktion, baugeschichtlich, technikgeschichtlich und ortsgeschichtlich von Bedeutung | 09288630 |
| Direkt Bild zu diesem Denkmal hochladen | Wegestein                               | Burkau (Karte)           | 19. Jahrhundert (Wegestein)                                                                        | verkehrsgeschichtlich von Bedeutung | 09289435 |
| Direkt Bild zu diesem Denkmal hochladen | Wegestein                               | Burkau (Karte)           | 19. Jahrhundert (Wegestein)                                                                        | verkehrsgeschichtlich von Bedeutung | 09289430 |
| Direkt Bild zu diesem Denkmal hochladen | Wegesäule                               | Großhänchen              | 19. Jahrhundert (Wegestein)                                                                        | verkehrsgeschichtlich von Bedeutung | 09289464 |
| Direkt Bild zu diesem Denkmal hochladen | Wegestein                               | Großhänchen (Karte)      | 19. Jahrhundert (Wegestein)                                                                        | verkehrsgeschichtlich von Bedeutung | 09289465 |
| Direkt Bild zu diesem Denkmal hochladen | Mühle und Wohnhaus eines Mühlenanwesens | Großhänchen (Karte)      | bezeichnet 1698, Ofenplatte nachträglich in Fassade verm (Mühle); Türstock bezeichnet 1793 (Mühle) | beide Gebäude Obergeschoss Fachwerk verbrettert | 09289468 |
| Direkt Bild zu diesem Denkmal hochladen | Wegestein                               | Uhyst am Taucher (Karte) | 19. Jahrhundert (Wegestein)                                                                        | verkehrsgeschichtlich von Bedeutung | 09289450 |

## Crostwitz
| Bild                                    | Bezeichnung             | Lage              | Datierung                                                                      | Beschreibung | ID       |
| --------------------------------------- | ----------------------- | ----------------- | ------------------------------------------------------------------------------ | --- | -------- |
| Direkt Bild zu diesem Denkmal hochladen | Wegestein               | Caseritz (Karte)  | bezeichnet 1854 (Wegestein)                                                    | verkehrsgeschichtlich von Bedeutung | 09228350 |
| Direkt Bild zu diesem Denkmal hochladen | Wegestein               | Crostwitz (Karte) | 19. Jahrhundert (Wegestein)                                                    | verkehrshistorisch von Bedeutung | 09228347 |
| Direkt Bild zu diesem Denkmal hochladen | Bildstock und Wegestein | Crostwitz (Karte) | 18. Jahrhundert (Bildstock); 19. Jahrhundert (Wegestein)                       | Bildstock bestehend aus geschwungener Granitsäule mit tabernakelartigem Aufsatz aus Sandstein, regionalgeschichtlich und verkehrshistorisch von Bedeutung | 09228346 |
|                                         | Wegestein               | Crostwitz (Karte) | 19. Jahrhundert (Wegestein)                                                    | verkehrshistorisch von Bedeutung | 09301493 |
| Direkt Bild zu diesem Denkmal hochladen | Wegestein               | Horka (Karte)     | 19. Jahrhundert (Wegestein)                                                    | Granit, verkehrsgeschichtlich von Bedeutung | 09228367 |
| Direkt Bild zu diesem Denkmal hochladen | Wegestein               | Kopschin (Karte)  | 19. Jahrhundert (Wegestein)                                                    | Granit, verkehrsgeschichtlich von Bedeutung | 09228365 |
| Direkt Bild zu diesem Denkmal hochladen | Wegesäule               | Prautitz (Karte)  | 19. Jahrhundert (Wegestein)                                                    | verkehrsgeschichtlich von Bedeutung | 09228360 |
| Direkt Bild zu diesem Denkmal hochladen | Mühle Prautitz          | Prautitz (Karte)  | bezeichnet 1859 im Granittürstock (Getreidemühle); 1920 angebracht (Medaillon) | Mühlengebäude über winkligem Grundriss mit technischer Ausstattung, zwei Porträtmedaillons über den Türen jedes Gebäudeflügels, eine Steinbank und zwei Steintröge auf dem Hof; technischer Ausstattung in Funktion, baugeschichtlich, ortsgeschichtlich und technikgeschichtlich von Bedeutung | 09302882 |

## Cunewalde
| Bild                                    | Bezeichnung | Lage              | Datierung | Beschreibung | ID       |
| --------------------------------------- | --- | ----------------- | --- | --- | -------- |
| Direkt Bild zu diesem Denkmal hochladen | Höhnes Steinbruch | Cunewalde (Karte) | 19. Jahrhundert (Steinbruch)                                                                                 | Großer Steinbruch, dazu alte Treppenanlage, Laufräder und Winden sowie Schüttungen; Granitsteinbruch mit Grundwasser geflutet, ca. 60 m tief, technikgeschichtlich von Bedeutung | 09225387 |
| Direkt Bild zu diesem Denkmal hochladen | Wegestein | Cunewalde (Karte) | 1. Hälfte 19. Jahrhundert (Wegestein)                                                                        | verkehrsgeschichtlich von Bedeutung | 09225256 |
| Direkt Bild zu diesem Denkmal hochladen | Alte Schulbrücke | Cunewalde         | 19. Jahrhundert (Straßenbrücke)                                                                              | Brücke über das Cunewalder Wasser; technikgeschichtlich von Bedeutung | 09225231 |
| Direkt Bild zu diesem Denkmal hochladen | Granitsteinbruch | Cunewalde (Karte) | ca. 1800–1950 (Steinbruch)                                                                                   | mit Grundwasser geflutet, technikgeschichtlich von Bedeutung | 09225050 |
| Direkt Bild zu diesem Denkmal hochladen | Eisenbahnstrecke Großpostwitz–Löbau | Cunewalde (Karte) | um 1890 (Personenbahnhof)                                                                                    | Haltepunkt Mittelcunewalde; kleines Holzhaus, eisenbahngeschichtliche Bedeutung | 09301860 |
| Direkt Bild zu diesem Denkmal hochladen | Eisenbahnstrecke Großpostwitz–Löbau | Cunewalde         | 1928 (Wartehalle)                                                                                            | Haltepunkt Obercunewalde; Holzhaus, eisenbahngeschichtlich von Bedeutung | 09301861 |
| Direkt Bild zu diesem Denkmal hochladen | Eisenbahnstrecke Großpostwitz–Löbau | Cunewalde (Karte) | um 1900 (Personenbahnhof); um 1890 (Güterschuppen)                                                           | Bahnhof Obercunewalde mit Verladehalle (Güterschuppen); massiv mit weiten Dachüberständen und großem hölzernem Wartehaus, eisenbahngeschichtliche Bedeutung | 09225052 |
| Direkt Bild zu diesem Denkmal hochladen | Ölmühle Cunewalde | Cunewalde (Karte) | um 1800 (Mühle); um 1800 (Wohnhaus); Ende 19. Jahrhundert (Lagerhaus); bezeichnet 1784 (Brunnentrog)         | Wohnmühlengebäude mit außenliegender Radstube, südlicher Erweiterung und angebautem Wohnhaus über L-förmigem Grundriss (Hauptstraße 216), Seitengebäude (Am Bahndamm 5), Brunnentrog, Torpfeiler und Tor, Uferbefestigung einschließlich Schützenwehr und Wasserentnahmeeinrichtungen der Mühle sowie drei Steindeckerbrücken; Mühlenanwesen in Ecklage, im Ensemble mit den wasserbaulichen Anlagen und den regionaltypischen Steindeckerbrücken über das Cunewalder Wasser ortsbildprägend, baugeschichtlich und technikgeschichtlich von Bedeutung | 09225390 |
| Direkt Bild zu diesem Denkmal hochladen | Eisenbahnstrecke Großpostwitz–Löbau | Cunewalde (Karte) | um 1900 (Personenbahnhof)                                                                                    | Empfangsgebäude mit angebautem Güterschuppen sowie Anbau mit Warteraum und Stellwerk; Empfangsgebäude Obergeschoss Fachwerk, eisenbahngeschichtliche Bedeutung | 09225051 |
| Direkt Bild zu diesem Denkmal hochladen | zwei Fabrikgebäude | Cunewalde (Karte) | 4. Viertel 19. Jahrhundert (Textilfabrik)                                                                    | rechtwinklig zueinander stehende zweigeschossige Baukörper mit originaler Kubatur, Proportionen und Gestaltungsmerkmalen einschließlich bauzeitlichen Treppenhäusern und Produktionshallen mit eisernen Säulen; baugeschichtlich, ortsbildprägend und ortsgeschichtlich von Interesse | 09225103 |
| Direkt Bild zu diesem Denkmal hochladen | Wegestein | Cunewalde (Karte) | 1. Hälfte 19. Jahrhundert (Wegestein)                                                                        | verkehrsgeschichtlich von Bedeutung | 09225386 |
| Direkt Bild zu diesem Denkmal hochladen | Textilfabrik Kalauch (ehem.) | Cunewalde (Karte) | um 1905 (Textilindustrieanlagenteil)                                                                         | Produktionsgebäude mit Hallenanbau und Schornstein; baugeschichtlich und technikgeschichtlich von Bedeutung | 09225428 |
| Direkt Bild zu diesem Denkmal hochladen | Textilfabrik August Hempel (ehem.) | Cunewalde (Karte) | um 1900 (Fabrikgebäude)                                                                                      | Ehemaliges Produktionsgebäude; heute Gemeindezentrum, baugeschichtlich und technikgeschichtlich von Bedeutung | 09225433 |
| Direkt Bild zu diesem Denkmal hochladen | Erbgericht (ehem.) | Cunewalde (Karte) | 2. Hälfte 19. Jahrhundert (Produktionsgebäude)                                                               | Wohnhaus (Umgebinde) Scheunenanbau und Produktionsgebäude; Wohnhaus Obergeschoss Fachwerk, baugeschichtlich und ortsgeschichtlich von Bedeutung | 09225453 |
| Direkt Bild zu diesem Denkmal hochladen | Ölmühle (ehem.) | Cunewalde (Karte) | bezeichnet 1845 (Ölmühle)                                                                                    | Mühlengebäude; ortsbildprägende und wissenschaftlichdokumentarische sowie ortsgeschichtliche Bedeutung | 09226882 |
| Direkt Bild zu diesem Denkmal hochladen | Wohnmühlenhaus sowie Eisenkammrad und Wasserrinne | Cunewalde (Karte) | um 1920 (Mühle)                                                                                              | ortsgeschichtlich und technikgeschichtlich von Bedeutung | 09225156 |
| Direkt Bild zu diesem Denkmal hochladen | Wohnhaus (Umgebinde) und Scheune, dazu Brunnenanlage auf dem Hof | Cunewalde (Karte) | bezeichnet 1799 (Wohnhaus)                                                                                   | Wohnhaus Obergeschoss Fachwerk, baugeschichtlich von Bedeutung | 09225159 |
| Direkt Bild zu diesem Denkmal hochladen | Sägewerk Albert Leuner | Cunewalde (Karte) | bezeichnet 1823 (Fabrik)                                                                                     | Wohnhaus (Umgebinde), Produktionsgebäude und Schornstein eines Sägewerkes; Wohnhaus Obergeschoss Fachwerk verbrettert, baugeschichtlich und ortsgeschichtlich von Bedeutung | 09225257 |
| Direkt Bild zu diesem Denkmal hochladen | Wohnhaus (Umgebinde) mit vorgelegter Treppe, rückwärtiges Webereigebäude, weiteres Hintergebäude sowie Hofpflasterung (einschließlich der Granitplatten um das Wohnhaus) und kleine Garage | Cunewalde (Karte) | um 1880 (Produktionsgebäude); 1. Hälfte 19. Jahrhundert (Wohnhaus); 1868 (Hinterhaus); 1920er Jahre (Garage) | Wohnhaus Obergeschoss Fachwerk, baugeschichtlich und sozialgeschichtlich von Bedeutung | 09225204 |
| Direkt Bild zu diesem Denkmal hochladen | Textilfabrik Friedrich Wilhelm Kloss (ehem.) | Cunewalde (Karte) | 4. Viertel 19. Jahrhundert (Fabrikgebäude)                                                                   | Produktionsgebäude einer Textilfabrik; baugeschichtlich und technikgeschichtlich von Bedeutung | 09225227 |
| Direkt Bild zu diesem Denkmal hochladen | Textilfabrik Friedrich Wilhelm Kloss (ehem.) | Cunewalde (Karte) | bezeichnet 1868 (Faktorenhaus)                                                                               | Faktorei (Umgebinde), dazu Pflasterung; Obergeschoss Fachwerk, Kontor in der Blockstube, baugeschichtlich und industriegeschichtlich von Bedeutung | 09225226 |
| Direkt Bild zu diesem Denkmal hochladen | Stahlsandfabrik | Cunewalde (Karte) | 1920er Jahre (Fabrik)                                                                                        | Produktions- und Lagergebäude einer ehem. Fabrik; mit durchlaufendem Dachhecht, darauf aufgesetztes Oberlicht mit Schornstein, baugeschichtlich und technikgeschichtlich von Bedeutung | 09225234 |
| Direkt Bild zu diesem Denkmal hochladen | Kleine Weberei in ehemaliger Scheune, mit drei historischen Webstühlen | Cunewalde (Karte) | 2. Hälfte 19. Jahrhundert (Weberei)                                                                          | baugeschichtlich und sozialgeschichtlich von Bedeutung | 09225242 |
| Direkt Bild zu diesem Denkmal hochladen | Eisenbahnstrecke Großpostwitz–Löbau | Halbau (Karte)    | 1928 (Auskunft)                                                                                              | Bahnhofsgebäude der Haltestelle Halbau am Hochstein; hölzernes Gebäude mit Walmdach, eisenbahngeschichtlich von Bedeutung | 09225272 |
| Direkt Bild zu diesem Denkmal hochladen | Gedans Steinbruch | Schönberg (Karte) | 19. Jahrhundert (Steinbruch)                                                                                 | Steinbruch mit Bruchsteinmauer; an der Straße gelegener Granitsteinbruch, ortsgeschichtlich von Bedeutung | 09225515 |

## Demitz-Thumitz
| Bild                                    | Bezeichnung                                      | Lage                   | Datierung                                                                          | Beschreibung | ID       |
| --------------------------------------- | ------------------------------------------------ | ---------------------- | ---------------------------------------------------------------------------------- | --- | -------- |
|                                         | Wegesäule                                        | Cannewitz (Karte)      | 19. Jahrhundert (Wegestein)                                                        | verkehrsgeschichtlich von Bedeutung | 09289298 |
| Direkt Bild zu diesem Denkmal hochladen | Wölkauer Mühle                                   | Cannewitz (Karte)      | 1602 (Mühle); Ende 19. Jahrhundert (Scheune); Ende 19. Jahrhundert (Seitengebäude) | Scheune mit Anbau und Seitengebäude einer ehemaligen Mühle über winkligem Grundriss sowie Mühlgraben; ehemalige Mühle und Schankwirtschaft, Putzbauten mit Satteldach, das Seitengebäude mit Zwillingsfenster im Giebel, der Mühlgraben führt als Wasserlauf unter der Scheune hindurch, baugeschichtlich und ortsgeschichtlich von Bedeutung | 09289297 |
| Direkt Bild zu diesem Denkmal hochladen | Viadukt Demitz; Eisenbahnstrecke Görlitz–Dresden | Demitz-Thumitz (Karte) | 1845–1846 (Viadukt)                                                                | Eisenbahnbrücke; ortsbildprägendes Viadukt mit 11 Bögen, baugeschichtlich, technikgeschichtlich und verkehrsgeschichtlich von Bedeutung | 09289235 |
| Direkt Bild zu diesem Denkmal hochladen | Brücke über das Hoyerswerdaer Schwarzwasser      | Demitz-Thumitz (Karte) | bezeichnet 1924 (Straßenbrücke)                                                    | baugeschichtlich von Bedeutung | 09289228 |
| Direkt Bild zu diesem Denkmal hochladen | Sägemühle mit Mahlanlage                         | Demitz-Thumitz (Karte) | 19. Jahrhundert (Sägemühle)                                                        | Putzbau mit Krüppelwalmdach, baugeschichtlich und technikgeschichtlich von Bedeutung | 09289262 |
| Direkt Bild zu diesem Denkmal hochladen | Alte Steinsäge-Mühle                             | Demitz-Thumitz (Karte) | im Granittürstock bezeichnet 1838 (Müllerwohnhaus)                                 | Wohn- und Mühlengebäude, Scheune mit technischer Ausstattung (historische Steinsäge), Radkammer und historischer Steinverladekran; Wohnmühlenhaus Obergeschoss Fachwerk, ortsgeschichtlich und technikgeschichtlich von Bedeutung | 09303342 |
| Direkt Bild zu diesem Denkmal hochladen | Wegesäule                                        | Medewitz (Karte)       | 19. Jahrhundert (Wegestein)                                                        | verkehrsgeschichtlich von Bedeutung | 09304078 |
| Direkt Bild zu diesem Denkmal hochladen | Wegestein                                        | Medewitz (Karte)       | 19. Jahrhundert (Wegestein)                                                        | verkehrsgeschichtlich von Bedeutung | 09304109 |
|                                         | Wegestein                                        | Pottschapplitz (Karte) | 19. Jahrhundert (Wegestein)                                                        | verkehrsgeschichtlich von Bedeutung | 09289304 |
|                                         | Wegestein                                        | Pottschapplitz (Karte) | 19. Jahrhundert (Wegestein)                                                        | verkehrsgeschichtlich von Bedeutung | 09289303 |
| Direkt Bild zu diesem Denkmal hochladen | Faltenmühle (ehem.)                              | Rothnaußlitz (Karte)   | 1864 (Mühle); 1900 (Wohnhaus)                                                      | Wohnhaus, angebautes Mühlengebäude, Seitengebäude und Brücke über den Silberbach; verputzte Bruchsteinbauten, Fenster und Türen Granitgewände, baugeschichtlich und ortsgeschichtlich von Bedeutung | 09289294 |
| Direkt Bild zu diesem Denkmal hochladen | Mälzerei mit gegenüberliegendem Nebengebäude     | Rothnaußlitz (Karte)   | um 1900 (Mälzerei)                                                                 | Technik noch vorhanden, Mälzerei verputzter Bruchsteinbau mit Klinkerüberfangbögen an den Fenstern, baugeschichtlich und ortsgeschichtlich von Bedeutung | 09289290 |
|                                         | Wegestein                                        | Rothnaußlitz (Karte)   | 19. Jahrhundert (Wegestein)                                                        | verkehrsgeschichtlich von Bedeutung | 09289289 |
| Direkt Bild zu diesem Denkmal hochladen | Wegestein                                        | Stacha (Karte)         | 19. Jahrhundert (Wegestein)                                                        | verkehrsgeschichtlich von Bedeutung | 09289278 |
| Direkt Bild zu diesem Denkmal hochladen | Ehemalige Mühle und Stallgebäude                 | Wölkau (Karte)         | 1. Hälfte 19. Jahrhundert (Mühle)                                                  | Mühle Obergeschoss Fachwerk verbrettert, Seitengebäude verputzter Bruchsteinbau mit Drempel, baugeschichtlich und ortsgeschichtlich von Bedeutung | 09289264 |
| Direkt Bild zu diesem Denkmal hochladen | Wegesäule                                        | Wölkau (Karte)         | 19. Jahrhundert (Wegestein)                                                        | verkehrsgeschichtlich von Bedeutung | 09304079 |

## Doberschau-Gaußig
| Bild                                    | Bezeichnung                      | Lage                | Datierung                                        | Beschreibung | ID       |
| --------------------------------------- | -------------------------------- | ------------------- | ------------------------------------------------ | --- | -------- |
| Direkt Bild zu diesem Denkmal hochladen | Wegestein                        | Arnsdorf (Karte)    | bezeichnet 1927 (Wegestein)                      | verkehrsgeschichtlich von Bedeutung | 09252742 |
| Direkt Bild zu diesem Denkmal hochladen | Teichständer                     | Arnsdorf (Karte)    | bezeichnet 1824 (Wasserelement)                  | Granit, verbindet zwei Dorfteiche, technikgeschichtlich von Bedeutung | 09252748 |
| Direkt Bild zu diesem Denkmal hochladen | Brunnenstube                     | Arnsdorf (Karte)    | 19. Jahrhundert (Brunnenhaus)                    | kulturgeschichtlich von Bedeutung | 09252747 |
| Direkt Bild zu diesem Denkmal hochladen | Teichständer                     | Arnsdorf (Karte)    | bezeichnet 1853 (am südlichen Teich)             | Granit, technikgeschichtlich von Bedeutung | 09252766 |
| Direkt Bild zu diesem Denkmal hochladen | Brunnenstube                     | Arnsdorf (Karte)    | 19. Jahrhundert (Brunnenhaus)                    | kulturgeschichtlich von Bedeutung | 09252764 |
| Direkt Bild zu diesem Denkmal hochladen | Alte Mühle                       | Doberschau (Karte)  | 2. Hälfte 19. Jahrhundert (Mühle)                | Mühlengebäude; bestehend aus zwei Gebäudeteilen, ohne hinteren nordwestlichen Gewerbeanbau, weitgehend authentisch erhaltenes Erscheinungsbild, originale Haustür, baugeschichtlich von Bedeutung | 09252951 |
| Direkt Bild zu diesem Denkmal hochladen | Wegestein                        | Dretschen (Karte)   | 19. Jahrhundert (Wegestein)                      | verkehrsgeschichtlich von Bedeutung | 09303447 |
| Direkt Bild zu diesem Denkmal hochladen | Töpferei Fischer                 | Gaußig (Karte)      | 1826 (Gründung der Töpferei); um 1900 (Rundofen) | Rundofen; runder Keramik-Brennofen mit vier Feueröffnungen, als Zeugnis der durch die Einführung von Elektroöfen auch in kleinen Töpfereien überwiegend verdrängten jahrhundertealten Brenntradition mittels Kohlenofen inzwischen von Seltenheitssowie von wissenschaftlichdokumentarischem Wert, zudem technikgeschichtlich von Bedeutung | 09252320 |
| Direkt Bild zu diesem Denkmal hochladen | Fabrikgebäude                    | Gnaschwitz (Karte)  | um 1910 (Fabrikgebäude)                          | Putzbau mit Thermenfenster und stilisierter Kolossalordnung, baugeschichtlich und ortsgeschichtlich von Bedeutung | 09252964 |
| Direkt Bild zu diesem Denkmal hochladen | Wegestein                        | Golenz (Karte)      | 19. Jahrhundert (Wegestein)                      | verkehrsgeschichtlich von Bedeutung | 09250801 |
| Direkt Bild zu diesem Denkmal hochladen | Zweibogige Brücke über die Spree | Grubschütz (Karte)  | 19. Jahrhundert (Straßenbrücke)                  | Naturstein, landschaftsprägend, baugeschichtlich und verkehrsgeschichtlich von Bedeutung | 09252947 |
| Direkt Bild zu diesem Denkmal hochladen | Preibischmühle                   | Grubschütz (Karte)  | 19. Jahrhundert (Wehr)                           | Hochwassermarke und wassertechnische Anlage der ehemaligen Mühle; produktionsgeschichtlich und landschaftsprägend von Bedeutung | 09252948 |
| Direkt Bild zu diesem Denkmal hochladen | Wegestein                        | Grubschütz (Karte)  | 19. Jahrhundert (Wegestein)                      | Granit, verkehrsgeschichtlich von Bedeutung | 09252946 |
| Direkt Bild zu diesem Denkmal hochladen | Katschwitzer Mühle               | Katschwitz (Karte)  | nachgew. Ersterwähnung 1766 (Mühle)              | Wassermühle mit oberschlächtigem Wasserrad, Mühlteich, Graben und der gesamten Technik des 20. Jahrhunderts; technikgeschichtlich, kulturgeschichtlich und sozialgeschichtlich von Bedeutung | 09251997 |
|                                         | Wegestein                        | Preuschwitz (Karte) | bezeichnet 1926 (Wegestein)                      | mit Kugelbekrönung, verkehrsgeschichtlich von Bedeutung | 09251469 |
| Direkt Bild zu diesem Denkmal hochladen | Wegestein                        | Schlungwitz (Karte) | 19. Jahrhundert (Wegestein)                      | verkehrsgeschichtlich von Bedeutung | 09252966 |
|                                         | Wegesäule                        | Zockau (Karte)      | 19. Jahrhundert (Wegestein)                      | von ortsgeschichtlicher und verkehrsgeschichtlicher Bedeutung | 09303452 |

## Elsterheide
| Bild                                    | Bezeichnung                     | Lage                    | Datierung                   | Beschreibung                                                                   | ID       |
| --------------------------------------- | ------------------------------- | ----------------------- | --------------------------- | ------------------------------------------------------------------------------ | -------- |
| Direkt Bild zu diesem Denkmal hochladen | Wegestein mit drei Ecksteinen   | Klein Partwitz (Karte)  | 19. Jahrhundert (Wegestein) | ortsgeschichtlich und verkehrsgeschichtlich von Bedeutung                      | 08990017 |
| Direkt Bild zu diesem Denkmal hochladen | Wegestein                       | Nardt (Karte)           | 19. Jahrhundert (Wegestein) | ortsgeschichtlich und verkehrsgeschichtlich von Bedeutung                      | 08990064 |
| Direkt Bild zu diesem Denkmal hochladen | Wegestein                       | Nardt (Karte)           | 19. Jahrhundert (Wegestein) | ortsgeschichtlich und verkehrsgeschichtlich von Bedeutung                      | 08990062 |
| Direkt Bild zu diesem Denkmal hochladen | Brücke über die Schwarze Elster | Neuwiese-Bergen (Karte) | um 1930 (Straßenbrücke)     | verkehrsgeschichtlich, baugeschichtlich und technikgeschichtlich von Bedeutung | 08990054 |
| Direkt Bild zu diesem Denkmal hochladen | Mühlrad                         | Neuwiese-Bergen (Karte) |                             | technikgeschichtlich von Bedeutung                                             | 08990058 |
| Direkt Bild zu diesem Denkmal hochladen | Wegestein                       | Sabrodt (Karte)         | 19. Jahrhundert (Wegestein) | ortsgeschichtlich und verkehrsgeschichtlich von Bedeutung                      | 08990082 |
| Direkt Bild zu diesem Denkmal hochladen | Wegestein                       | Sabrodt (Karte)         | 19. Jahrhundert (Wegestein) | ortsgeschichtlich und verkehrsgeschichtlich von Bedeutung                      | 08990076 |

## Elstra, Stadt
| Bild                                    | Bezeichnung                                                                | Lage               | Datierung                                                  | Beschreibung | ID       |
| --------------------------------------- | -------------------------------------------------------------------------- | ------------------ | ---------------------------------------------------------- | --- | -------- |
| Direkt Bild zu diesem Denkmal hochladen | Wegestein                                                                  | Dobrig (Karte)     | 19. Jahrhundert (Wegestein)                                | ortsgeschichtlich und verkehrsgeschichtlich von Bedeutung | 09228390 |
| Weitere Bilder                          | Stahlbalkenbrücke auf Natursteinpfeilern (Granit) über die Schwarze Elster | Elstra (Karte)     | um 1890 (Eisenbahnbrücke)                                  | Bestandteil der Eisenbahnstrecke Kamenz–Bischofswerda, technikgeschichtlich von Bedeutung | 09228405 |
| Direkt Bild zu diesem Denkmal hochladen | Wegestein                                                                  | Elstra (Karte)     | 1. Hälfte 19. Jahrhundert (Wegestein)                      | verkehrshistorisch von Bedeutung | 09228404 |
|                                         | Eisenbahnbrücke                                                            | Elstra             | um 1890 (Eisenbahnbrücke); vor 2012 (Eisenbahnbrücke)      | technikgeschichtlich von Bedeutung | 09228400 |
| Weitere Bilder                          | Kursächsische Postmeilensäulen (Sachgesamtheit)                            | Elstra (Karte)     | bezeichnet 1725, Kopie (Postdistanzsäule)                  | Postmeilensäule; Kopie einer Distanzsäule, verkehrsgeschichtlich von Bedeutung | 09227462 |
| Direkt Bild zu diesem Denkmal hochladen | Wegestein                                                                  | Elstra (Karte)     | um 1850 (Wegestein)                                        | verkehrsgeschichtlich von Bedeutung | 09221901 |
| Direkt Bild zu diesem Denkmal hochladen | Töpferei Barchmann                                                         | Elstra (Karte)     | um 1890 (Brennofen)                                        | Brennofen in Rechteckform nach dem Funktionsprinzip des Rundofens; mit ca. 36 m³ Fassungsvermögen, Schamotteziegelmauerwerk, einziger noch bestehender Brennofen dieser Größe im Gebiet, technikgeschichtlich von Bedeutung | 09228388 |
| Weitere Bilder                          | Hainmühle; Hommelmühle                                                     | Elstra (Karte)     | bezeichnet 1602 im Wappen (Ölmühle)                        | Mühlenanwesen, bestehend aus Wohnmühlengebäude mit Wappen der Äbtissin Anna Margareta Dornin und Insignien des Müllerhandwerks über der Eingangstür, der früheren Ölmühle und Stallgebäude, einschließlich vorhandener Mahltechnik und Resten der wassertechnischen Anlage (Radkammer in Bruchsteinmauerwerk zwischen Mahlund Ölmühle); ehemals zum Kloster Marienstern gehörend, Wohnmühlengebäude Bruchsteinmauerwerk, Ölmühle, Obergeschoss Lehmstaken-Fachwerk, Satteldach mit Biberschwänzen, Stallgebäude Obergeschoss Fachwerk, teilweise überputzt, baugeschichtlich, sozialgeschichtlich und ortsgeschichtlich von Bedeutung | 09228408 |
| Weitere Bilder                          | Kursächsische Postmeilensäulen (Sachgesamtheit)                            | Elstra (Karte)     | 1725 (Postdistanzsäule)                                    | Postmeilensäule; Reststück einer Distanzsäule, verkehrsgeschichtlich und ortsgeschichtlich von Bedeutung | 09227490 |
|                                         | Wegestein                                                                  | Elstra (Karte)     | 19. Jahrhundert (Wegestein)                                | ortsgeschichtlich und verkehrsgeschichtlich von Bedeutung | 09227464 |
| Direkt Bild zu diesem Denkmal hochladen | Zwei Wegesteine und ein Grenzstein                                         | Elstra (Karte)     | 19. Jahrhundert (Wegestein); 19. Jahrhundert (Grenzstein)  | ortsgeschichtlich und verkehrsgeschichtlich von Bedeutung | 09225557 |
| Direkt Bild zu diesem Denkmal hochladen | Wegestein                                                                  | Gödlau (Karte)     | 19. Jahrhundert (Wegestein)                                | verkehrsgeschichtlich von Bedeutung | 09226289 |
| Direkt Bild zu diesem Denkmal hochladen | Wegesäule                                                                  | Kriepitz (Karte)   | 19. Jahrhundert (Wegestein)                                | verkehrsgeschichtlich von Bedeutung | 09228389 |
| Direkt Bild zu diesem Denkmal hochladen | Wegestein                                                                  | Kriepitz (Karte)   | 19. Jahrhundert (Wegestein)                                | ortsgeschichtlich und verkehrsgeschichtlich von Bedeutung | 09304231 |
| Direkt Bild zu diesem Denkmal hochladen | Gemarkungsstein                                                            | Ossel              | 19. Jahrhundert (Wegestein)                                | ortsgeschichtlich von Bedeutung | 09305880 |
| Direkt Bild zu diesem Denkmal hochladen | Wegestein                                                                  | Prietitz (Karte)   | bezeichnet 1852 (Wegestein)                                | ortsgeschichtlich und verkehrsgeschichtlich von Bedeutung | 09304232 |
| Weitere Bilder                          | Riesigmühle                                                                | Rauschwitz (Karte) | 1912 (Wohnhaus); 1. Hälfte 19. Jahrhundert (Seitengebäude) | Wohnhaus und Seitengebäude der ehemaligen Mühle; jetziges Wohnhaus nach Brand 1912 an Stelle des früheren Wohnmühlengebäudes errichtet (ohne Mühlenfunktion), Seitengebäude Obergeschoss Fachwerk, baugeschichtlich und ortsgeschichtlich von Bedeutung | 09225930 |
| Direkt Bild zu diesem Denkmal hochladen | Wegestein                                                                  | Rehnsdorf (Karte)  | 19. Jahrhundert (Wegestein)                                | verkehrsgeschichtlich von Bedeutung | 09228398 |
| Direkt Bild zu diesem Denkmal hochladen | Wegestein                                                                  | Wohla (Karte)      | 19. Jahrhundert (Wegestein)                                | verkehrsgeschichtlich von Bedeutung | 09228393 |

## Frankenthal
| Bild                                    | Bezeichnung                                         | Lage    | Datierung                       | Beschreibung                       | ID       |
| --------------------------------------- | --------------------------------------------------- | ------- | ------------------------------- | ---------------------------------- | -------- |
| Direkt Bild zu diesem Denkmal hochladen | Technische Anlage (inklusive Wasserrad) einer Mühle | (Karte) | 19. Jahrhundert (Mühlentechnik) | technikgeschichtlich von Bedeutung | 09289560 |

## Göda
| Bild                                    | Bezeichnung                                             | Lage                   | Datierung | Beschreibung | ID       |
| --------------------------------------- | ------------------------------------------------------- | ---------------------- | --- | --- | -------- |
|                                         | Wegestein                                               | Birkau (Karte)         | 19. Jahrhundert (Wegestein) | verkehrsgeschichtlich von Bedeutung | 09251392 |
|                                         | Wegestein                                               | Birkau (Karte)         | um 1850 (Wegestein) | verkehrsgeschichtlich von Bedeutung | 09250265 |
|                                         | Flurgrenzstein                                          | Birkau (Karte)         | 2. Hälfte 19. Jahrhundert (Grenzstein) | ortsgeschichtlich von Bedeutung | 09251430 |
| Weitere Bilder                          | Fehrmann-Mühle                                          | Coblenz (Karte)        | bezeichnet 1832 (im Kern in Teilen wohl älter); 1947–1948 (Anbau Silo); 2. H. 19. Jahrhundert (Nebengebäude); 2. Hälfte 19. Jahrhundert (Müllerwohnhaus); bezeichnet 1787 (Abzweig Mühlgraben) | Nordwestliches Müllerwohnhaus, Mühlengebäude mit Siloanbau sowie technischer Ausstattung, Nebengebäude östlich der Mühle, Mühlgraben, drei Wehre (Abzweig Hoyerswerdaer Schwarzwasser, Abzweig Mühlgraben und Einlaufwehr) und drei Mühlsteine; kleine Mühle mit kompletter alter technischer Ausstattung, erhalten bis unters Dach, baugeschichtlich, ortsgeschichtlich und technikgeschichtlich von Bedeutung | 09251427 |
|                                         | Wegestein                                               | Coblenz (Karte)        | 19. Jahrhundert (Wegestein) | ortsgeschichtlich und verkehrsgeschichtlich von Bedeutung | 09303824 |
|                                         | Bogenbrücke über das Lange Wasser                       | Dahren (Karte)         | 19. Jahrhundert (Straßenbrücke) | baugeschichtlich von Bedeutung | 09250255 |
|                                         | Wegestein                                               | Dobranitz (Karte)      | 19. Jahrhundert (Wegestein) | verkehrsgeschichtlich von Bedeutung | 09252220 |
|                                         | Wegestein                                               | Dobranitz (Karte)      | 19. Jahrhundert (Wegestein) | verkehrsgeschichtlich von Bedeutung | 09252219 |
|                                         | Wegestein                                               | Dreikretscham (Karte)  | 19. Jahrhundert (Wegestein) | verkehrsgeschichtlich von Bedeutung | 09303835 |
|                                         | Mühlenanwesen einer ehem. Wassermühle                   | Göda (Karte)           | bezeichnet 1821 (Nr. 5); um 1850 (Nr. 7); 1. Hälfte 19. Jahrhundert (Nebengebäude); um 1870 (Scheune)                                                                                          | Nr. 5 (drei Gebäude: westliches Wohnmühlenhaus und östliches Gebäude aus zwei hintereinander liegenden Nebengebäuden, Wohnmühlengebäude und südöstliches Nebengebäude Obergeschoss Fachwerk, z. T. verbrettert) mit zwei vorgelagerten Mühlsteinen an straßenseitigem Giebel des östlichen Nebengebäudes und mit vorhandener technischer Ausstattung sowie ehemaliger Radkammer und Nr. 7 (zwei Gebäude: Müllerwohnhaus und nordwestliche Scheune), baugeschichtlich, ortsgeschichtlich, technikgeschichtlich und ortsbildprägend von Bedeutung | 09251289 |
|                                         | Wegestein                                               | Kleinseitschen (Karte) | 19. Jahrhundert (Wegestein) | verkehrsgeschichtlich von Bedeutung | 09303838 |
|                                         | Eisenbahnstrecke Görlitz–Dresden                        | Kleinseitschen (Karte) | vmtl. 1845–1864 (Eisenbahnbrücke) | Eisenbahnbrücke; zweibogige Brücke aus Naturstein mit seitlichen gemauerten Wangen, eisenbahngeschichtlich, baugeschichtlich und landschaftsgestaltend von Bedeutung | 09303571 |
|                                         | Wegestein                                               | Leutwitz (Karte)       | 19. Jahrhundert (Wegestein) | verkehrsgeschichtlich von Bedeutung | 09251156 |
|                                         | Wegestein                                               | Muschelwitz (Karte)    | 19. Jahrhundert (Wegestein) | verkehrsgeschichtlich von Bedeutung | 09303822 |
|                                         | Wegestein                                               | Muschelwitz (Karte)    | 19. Jahrhundert (Wegestein) | verkehrsgeschichtlich von Bedeutung | 09303823 |
|                                         | Wegestein                                               | Paßditz (Karte)        | 19. Jahrhundert (Wegestein) | verkehrsgeschichtlich von Bedeutung | 09303834 |
|                                         | Kursächsische Postmeilensäulen (Sachgesamtheit)         | Prischwitz (Karte)     | bezeichnet 1725 (Viertelmeilenstein) | Postmeilensäule; Viertelmeilenstein, verkehrsgeschichtlich von Bedeutung | 09304935 |
|                                         | Wegestein und Grenzstein                                | Prischwitz (Karte)     | 19. Jahrhundert (Wegestein); 19. Jahrhundert (Grenzstein) | verkehrsgeschichtlich von Bedeutung | 09252365 |
|                                         | Zweibogenbrücke über das Schwarzwasser                  | Prischwitz (Karte)     | 19. Jahrhundert (Straßenbrücke) | baugeschichtlich von Bedeutung | 09251309 |
| Weitere Bilder                          | Mühlengebäude mit Wohnhaus und über Eck gebaute Scheune | Prischwitz (Karte)     | 1915 nach Brand (Mühle) | wenig Technik vorhanden, Mühlengebäude mit einfacher Fassadengliederung, Mansarddach mit langem Dachhecht, baugeschichtlich, technikgeschichtlich und ortsgeschichtlich von Bedeutung | 09252363 |
|                                         | Bogenbrücke über das Lange Wasser                       | Seitschen (Karte)      | bezeichnet 1880 (Straßenbrücke) | baugeschichtlich von Bedeutung | 09250701 |
|                                         | Wegestein                                               | Seitschen (Karte)      | um 1850 (Wegestein) | verkehrsgeschichtlich von Bedeutung | 09250278 |
|                                         | Straßenbrücke über die Eisenbahnstrecke Görlitz–Dresden | Seitschen (Karte)      | ca. 1845 (Straßenbrücke); 1954 originalgetreuer Wiederaufbau (Straßenbrücke) | Segmentbogengewölbe, Quadermauerwerk mit seitlichen gemauerten Wangen, eindrucksvolles Denkmal der frühen Eisenbahngeschichte, baugeschichtlich und technikgeschichtlich von Bedeutung | 09254341 |
|                                         | Wegestein                                               | Seitschen (Karte)      | 1. Hälfte 19. Jahrhundert (Wegestein) | verkehrsgeschichtlich von Bedeutung | 09303442 |
|                                         | Wegestein                                               | Seitschen (Karte)      | um 1850 (Wegestein) | verkehrsgeschichtlich von Bedeutung | 09250275 |
|                                         | Straßenbrücke über die Eisenbahnstrecke Görlitz–Dresden | Siebitz (Karte)        | 1845/1846 (Straßenbrücke) | originaler Zustand, wichtiges Zeugnis der frühen Eisenbahngeschichte in Sachsen und Deutschland, baugeschichtlich und technikgeschichtlich von Bedeutung | 09251435 |
|                                         | Wegestein                                               | Sollschwitz (Karte)    | 19. Jahrhundert (Wegestein) | verkehrsgeschichtlich von Bedeutung | 09252242 |
| Direkt Bild zu diesem Denkmal hochladen | Wegestein                                               | Sollschwitz (Karte)    | 19. Jahrhundert (Wegestein) | verkehrshistorisch von Bedeutung | 09252301 |
|                                         | Brücke über das Hoyerswerdaer Schwarzwasser             | Sollschwitz (Karte)    | 19. Jahrhundert (Straßenbrücke) | vierbogige Granitbrücke, baugeschichtlich von Bedeutung | 09250269 |
|                                         | Brücke über das Hoyerswerdaer Schwarzwasser             | Spittwitz (Karte)      | bezeichnet 1714 (Straßenbrücke) | einbogige Natursteingewölbebrücke, baugeschichtlich von Bedeutung | 09251409 |
| Weitere Bilder                          | Handrikmühle                                            | Spittwitz (Karte)      | womöglich ab 17. Jahrhundert (Mühle); bezeichnet 1841 (Wohnhaus); bezeichnet 1865 (Scheune) | Mühlenanwesen mit Wohnhaus mit angebautem Nebengebäude, winkligen Scheunen im Süden und zwei Nebengebäuden sowie Einfriedung mit Torsäulen und Tor; baugeschichtlich und ortsgeschichtlich von Bedeutung | 09251407 |
| Weitere Bilder                          | Köhlermühle; Skal-Mühle                                 | Spittwitz (Karte)      | um 1820 (Mühle) | Mühle mit Wohnmühlenhaus, Mühlentechnik und Nebengebäude; alte Ortslage Skala, baugeschichtlich und technikgeschichtlich von Bedeutung | 09251410 |
| Weitere Bilder                          | Hermannmühle                                            | Spittwitz (Karte)      | bezeichnet 1844 (Mühle) | Mühlengebäude mit angebautem Schornstein und Wehr; verputzter Bruchsteinbau mit einfacher Putzgliederung, baugeschichtlich und ortsgeschichtlich von Bedeutung | 09251408 |
| Weitere Bilder                          | Dampfmühle E. Rätze; Rätze-Mühle                        | Spittwitz (Karte)      | bezeichnet 1772 (Mühle); um 1800 (Seitengebäude); um 1920 (Schornstein) | Mühlengebäude mit Anbau, Schornstein und Seitengebäude eines Mühlenanwesens; baugeschichtlich und technikgeschichtlich von Bedeutung | 09251406 |
| Weitere Bilder                          | Wegestein                                               | Storcha (Karte)        | bezeichnet 1856 (Wegestein) | verkehrsgeschichtlich von Bedeutung | 09252231 |
|                                         | Wegestein                                               | Storcha (Karte)        | 19. Jahrhundert (Wegestein) | verkehrsgeschichtlich von Bedeutung | 09252256 |
|                                         | Betkreuz                                                | Storcha (Karte)        | 1858 (Betkreuz) | Granitsockel mit Kreuzigung, regionalgeschichtlich von Bedeutung | 09252258 |
|                                         | Wegestein                                               | Zscharnitz (Karte)     | 19. Jahrhundert (Wegestein) | verkehrsgeschichtlich von Bedeutung | 09303833 |
|                                         | Wegestein                                               | Zscharnitz (Karte)     | 19. Jahrhundert (Wegestein) | verkehrsgeschichtlich von Bedeutung | 09252225 |

## Großdubrau
| Bild                                    | Bezeichnung | Lage                  | Datierung | Beschreibung | ID       |
| --------------------------------------- | --- | --------------------- | --- | --- | -------- |
| Direkt Bild zu diesem Denkmal hochladen | Wegestein | Crosta (Karte)        | 19. Jahrhundert (Wegestein) | verkehrsgeschichtlich von Bedeutung | 09252981 |
| Direkt Bild zu diesem Denkmal hochladen | Wegestein | Dahlowitz (Karte)     | 19. Jahrhundert (Wegestein) | verkehrsgeschichtlich von Bedeutung | 09253004 |
| Direkt Bild zu diesem Denkmal hochladen | Wegestein | Großdubrau (Karte)    | 19. Jahrhundert (Wegestein) | verkehrsgeschichtlich von Bedeutung | 09252997 |
|                                         | Sachgesamtheit Königlich-Sächsische Triangulierung („Europäische Gradmessung im Königreich Sachsen“); Station 48 Großdubrau | Großdubrau (Karte)    | 1865 (Triangulationssäule) | Triangulationssäule; Station 2. Ordnung, technikgeschichtlich von Bedeutung | 09305033 |
| Direkt Bild zu diesem Denkmal hochladen | Margarethenhütte | Großdubrau (Karte)    | nach 1900 (Sanitäranlage); 1850 (Huthaus); ab 1873, Fabrikationsgebäude (Fabrikgebäude)                                                                                     | Huthaus (Sozialgebäude) und Fabrikationsgebäude für die Herstellung von Hochspannungsporzellan (heute Museum) mit Ausstattung als Bestandteile der sogenannten Margarethenhütte; bergbaugeschichtlich, technikgeschichtlich und ortsgeschichtlich von Bedeutung | 09253013 |
| Direkt Bild zu diesem Denkmal hochladen | Margarethenhütte | Großdubrau (Karte)    | nach 1900 (Sanitäranlage); 1850 (Huthaus); ab 1873, Fabrikationsgebäude (Fabrikgebäude)                                                                                     | Huthaus (Sozialgebäude) und Fabrikationsgebäude für die Herstellung von Hochspannungsporzellan (heute Museum) mit Ausstattung als Bestandteile der sogenannten Margarethenhütte; bergbaugeschichtlich, technikgeschichtlich und ortsgeschichtlich von Bedeutung | 09253013 |
| Weitere Bilder                          | Wasserturm | Großdubrau (Karte)    | bezeichnet 1926 an der Wetterfahne (Wasserturm) | Wasserturm; Naturstein sichtiges Basisgeschoss, durch Gurtgesimse in weitere dreieinhalb Geschosse gegliedert, baugeschichtlich und technikgeschichtlich von Bedeutung | 09253007 |
| Direkt Bild zu diesem Denkmal hochladen | Zwei Wegesteine | Jetscheba (Karte)     | 19. Jahrhundert (Wegestein) | verkehrsgeschichtlich von Bedeutung | 09252973 |
| Direkt Bild zu diesem Denkmal hochladen | Steinerne Bogenbrücke | Kauppa (Karte)        | um 1800 (Straßenbrücke) | baugeschichtlich von Bedeutung | 09252980 |
| Direkt Bild zu diesem Denkmal hochladen | Wegestein | Kauppa (Karte)        | 19. Jahrhundert (Wegestein) | verkehrsgeschichtlich von Bedeutung | 09252976 |
| Direkt Bild zu diesem Denkmal hochladen | Rittergut und Gutspark Kauppa (Sachgesamtheit)                                                                              | Kauppa (Karte)        | im Kern um 1730 (Herrenhaus); bezeichnet 1840 (am Stall-Scheunen-Gebäude); bezeichnet 1874 (Stallgebäude); bezeichnet 1892 (Wohn-Wirtschaftsgeb.); um 1910 (übrige Gebäude) | Einzeldenkmale der Sachgesamtheit Rittergut Kauppa: Ruine des Herrenhauses über Resten des ehemaligen Schlosses (Gewölbe) sowie Pfähle der ehemal. Wasserburg (Nr. 5), Verwalterhaus (Nr. 7), Mühlengebäude (Nr. 2, 4, 8) mit Mühlgraben und zwei oberschlächtigen Wasserrädern, Wohn- und Wirtschaftsgebäude (Nr. 10) mit Tordurchfahrt und Wappen (bezeichnet 1892, i.Plan Wappen 1), Stall-Scheunen-Gebäude (Nr. 10) mit Wappenplatte über der Toreinfahrt (bezeichnet 1840, wahrscheinlich derer von Standfest, i.Plan Wappen 3), Wappenplatte derer von Gersdorf und von Schönberg (bezeichnet 1697, i.Plan Wappen 2), Stallgebäude (südwestlich von Nr. 7) mit Wappen (bezeichnet 1874 und Initialen JAF=Johann August Fischer, i.Plan Wappen 4), und rechtwinklig angebautem Kälberstall sowie Wohnhaus (Nr. 3) mit Fisch-Wappen (siehe auch Sachgesamtheitsdokument obj. 09252977); baugeschichtlich, ortsgeschichtlich und ortsbildprägend von Bedeutung | 09252978 |
| Direkt Bild zu diesem Denkmal hochladen | Wohnmühlenhaus sowie Graben, Wehr und Teich einer Mühlenanlage (technische Ausstattung nicht mehr vorhanden)                | Klix (Karte)          | 18. Jahrhundert (Wohnhaus) | Wohnmühlenhaus massiv, eingeschossig, gedrunger Baukörper mit Krüppelwalmdach, baugeschichtlich, ortsgeschichtlich und technikgeschichtlich von Bedeutung | 09252080 |
| Direkt Bild zu diesem Denkmal hochladen | Wegestein | Kronförstchen (Karte) | 19. Jahrhundert (Wegestein) | verkehrsgeschichtlich von Bedeutung | 09252969 |
| Direkt Bild zu diesem Denkmal hochladen | Wegestein | Särchen (Karte)       | 19. Jahrhundert (Wegestein) | verkehrsgeschichtlich von Bedeutung | 09252081 |
|                                         | Königlich-Sächsische Meilensteine (Sachgesamtheit)                                                                          | Sdier (Karte)         | 19. Jahrhundert (Meilenstein) | Meilenstein; verkehrsgeschichtlich von Bedeutung | 09252994 |
| Direkt Bild zu diesem Denkmal hochladen | Wasserwerk Sdier | Sdier (Karte)         | 1960–1964 (Wasserwerk) | Vier Gebäude des Wasserwerkes Sdier; authentisch erhalten gebliebenes Zeugnis der Nachkriegsmoderne, baugeschichtlich und technikgeschichtlich von Bedeutung | 09250257 |
| Direkt Bild zu diesem Denkmal hochladen | Wegestein | Spreewiese (Karte)    | 19. Jahrhundert (Wegestein) | verkehrsgeschichtlich von Bedeutung | 09252975 |
| Direkt Bild zu diesem Denkmal hochladen | Wegestein | Spreewiese (Karte)    | 19. Jahrhundert (Wegestein) | verkehrsgeschichtlich von Bedeutung | 09252974 |

## Großharthau
| Bild                                    | Bezeichnung                                                               | Lage                | Datierung                           | Beschreibung | ID       |
| --------------------------------------- | ------------------------------------------------------------------------- | ------------------- | ----------------------------------- | --- | -------- |
| Direkt Bild zu diesem Denkmal hochladen | Wohnmühlenhaus mit angebautem Technikgebäude einer ehemaligen Wassermühle | Bühlau (Karte)      | bezeichnet 1904 (Wohnmühlengebäude) | baugeschichtlich, ortsgeschichtlich und technikgeschichtlich von Bedeutung                                                                                             | 09276103 |
| Direkt Bild zu diesem Denkmal hochladen | Hexenburg                                                                 | Bühlau (Karte)      | bezeichnet 1855 (Ziegelei)          | Ziegelei mit Zufahrt und Schornstein; vierflügelige Anlage um einen quadratischen Innenhof, baugeschichtlich, ortsgeschichtlich und technikgeschichtlich von Bedeutung | 09276090 |
| Direkt Bild zu diesem Denkmal hochladen | Eisenbahnstrecke Görlitz–Dresden                                          | Großharthau (Karte) | 1875/1880 (Eisenbahnbrücke)         | Eisenbahnbrücke über die Wesenitz; baugeschichtlich, technikgeschichtlich und landschaftsgestaltend von Bedeutung                                                      | 09288568 |
| Direkt Bild zu diesem Denkmal hochladen | Empfangsgebäude und Güterabfertigung des Bahnhofs Großharthau             | Großharthau (Karte) | 1875/1880 (Empfangsgebäude)         | Empfangsgebäude gründerzeitlicher Putzbau mit flachem Satteldach, baugeschichtlich und ortsgeschichtlich von Bedeutung                                                 | 09288563 |
| Direkt Bild zu diesem Denkmal hochladen | Wegestein                                                                 | Großharthau (Karte) | 19. Jahrhundert (Wegestein)         | verkehrsgeschichtlich von Bedeutung | 09288636 |
| Direkt Bild zu diesem Denkmal hochladen | Wegestein                                                                 | Großharthau (Karte) |                                     | verkehrsgeschichtliche Bedeutung | 09305104 |
| Direkt Bild zu diesem Denkmal hochladen | Industriemühle                                                            | Großharthau (Karte) | um 1873 (Seitengebäude)             | Mühle (Nr. 8) und Seitengebäude (Nr. 8a) sowie Mühlgraben mit Wehr; baugeschichtlich und ortsgeschichtlich von Bedeutung                                               | 09288571 |
| Direkt Bild zu diesem Denkmal hochladen | Postbrücke                                                                | Seeligstadt (Karte) | 19. Jahrhundert (Straßenbrücke)     | Bruchsteinbrücke; baugeschichtlich und ortsgeschichtlich von Bedeutung                                                                                                 | 09289736 |
| Direkt Bild zu diesem Denkmal hochladen | Wegstein                                                                  | Seeligstadt (Karte) | 19. Jahrhundert (Wegestein)         | verkehrsgeschichtlich von Bedeutung | 09289495 |

## Großpostwitz/O.L.
| Bild                                    | Bezeichnung                                                                                  | Lage                      | Datierung                                 | Beschreibung | ID       |
| --------------------------------------- | -------------------------------------------------------------------------------------------- | ------------------------- | ----------------------------------------- | --- | -------- |
| Direkt Bild zu diesem Denkmal hochladen | Wegestein                                                                                    | Binnewitz (Karte)         | bezeichnet 1829 (Wegestein)               | verkehrsgeschichtlich von Bedeutung | 09252754 |
| Direkt Bild zu diesem Denkmal hochladen | Wegestein                                                                                    | Cosul (Karte)             | 19. Jahrhundert (Wegestein)               | verkehrsgeschichtlich von Bedeutung | 09303889 |
| Direkt Bild zu diesem Denkmal hochladen | Gedenkstein für Martin Luther                                                                | Denkwitz (Karte)          | bezeichnet 1888 (Gedenkstein)             | obeliskartiger Granitstein auf profiliertem Sockel, mit Inschrift: 10. Nov. 1488 Zur Erinnerung an den 400jähr. Geburtstag Dr. Martin Luthers d. 10. Nov. 1888, geschichtlich von Bedeutung | 09252752 |
| Direkt Bild zu diesem Denkmal hochladen | Wegestein                                                                                    | Ebendörfel (Karte)        | 19. Jahrhundert (Wegestein)               | verkehrsgeschichtlich von Bedeutung | 09303892 |
| Direkt Bild zu diesem Denkmal hochladen | Wegestein                                                                                    | Eulowitz (Karte)          | 19. Jahrhundert (Wegestein)               | verkehrsgeschichtlich von Bedeutung | 09252820 |
| Direkt Bild zu diesem Denkmal hochladen | Eisenbahnstrecke Großpostwitz–Löbau; Eisenbahnstrecke Bautzen–Neukirch; Bahnhof Großpostwitz | Großpostwitz/O.L. (Karte) | 1.9.1877 (Inbetriebnahme Bahnhof)         | Empfangsgebäude, Eishaus, Güterrampe aus Naturstein, Weichenposten sowie zwei Signale nördlich und zwei Signale südlich vom Bahnhof; Empfangsgebäude späthistoristischer Putzbau mit reicher Putzgliederung, Eishaus Putzbau mit Lisenengliederung, baugeschichtlich und eisenbahngeschichtlich von Bedeutung | 09252781 |
| Direkt Bild zu diesem Denkmal hochladen | Schnabelmühle; Kunstmühle (Sachgesamtheit)                                                   | Großpostwitz/O.L. (Karte) | bezeichnet 1823 (Versorgungsgebäude)      | Sachgesamtheit Kunstmühle mit folgenden Einzeldenkmalen: Wohnmühlengebäude einschließlich technischer Ausstattung, Gebäudeteil der ehemaligen Sacknäherei und Turbinenraum, Speichergebäude, Scheune, Wehr und Mühlgraben (siehe Einzeldenkmalliste -Obj. 09303600, gleiche Anschrift) und Rest der Einfriedung als Sachgesamtheitsteil; weitgehend authentisch erhalten, baugeschichtliche, ortsgeschichtliche, sozialgeschichtliche und technikgeschichtliche Bedeutung | 09252787 |
| Direkt Bild zu diesem Denkmal hochladen | Mühlengebäude mit Überfallwehr                                                               | Großpostwitz/O.L. (Karte) | 2. Hälfte 19. Jahrhundert (Mühle)         | hochgradig im ursprünglichen Aussehen erhalten, baugeschichtlich und technikgeschichtlich von Bedeutung | 09253372 |
| Direkt Bild zu diesem Denkmal hochladen | Zwei Fabrikgebäude                                                                           | Großpostwitz/O.L. (Karte) | 2. Hälfte 19. Jahrhundert (Fabrikgebäude) | Putzbauten mit Segmentbogenfenstern, baugeschichtlich und ortsgeschichtlich von Bedeutung | 09253371 |
|                                         | Wegestein                                                                                    | Großpostwitz/O.L. (Karte) | 19. Jahrhundert (Wegestein)               | verkehrsgeschichtlich von Bedeutung | 09252783 |
| Direkt Bild zu diesem Denkmal hochladen | Alte Spreebrücke                                                                             | Großpostwitz/O.L. (Karte) | um 1900 (Straßenbrücke)                   | Straßenbrücke über die Spree; baugeschichtlich und technikgeschichtlich von Bedeutung | 09275283 |
| Direkt Bild zu diesem Denkmal hochladen | Wegestein                                                                                    | Rascha (Karte)            | 19. Jahrhundert (Wegestein)               | verkehrsgeschichtlich von Bedeutung | 09252774 |

## Großröhrsdorf, Stadt
| Bild                                    | Bezeichnung                                                         | Lage                   | Datierung | Beschreibung | ID       |
| --------------------------------------- | ------------------------------------------------------------------- | ---------------------- | --- | --- | -------- |
| Weitere Bilder                          | Bandweberei F. A. Schurig                                           | Großröhrsdorf (Karte)  | nach 1914 (Fabrikgebäude) | Fabrikgebäude einer ehem. Bandweberei; nur der an der Hauptstraße liegende Teil, Inhaber Fa. Schurig, recht frühes Beispiel für die Skelettbauweise, baugeschichtlich, ortsgeschichtlich und straßenbildprägend von Bedeutung | 09289676 |
| Weitere Bilder                          | Band- und Gurtweberei E.G. Liebig                                   | Großröhrsdorf (Karte)  | 1866, später überformt (Verwaltungsgebäude); 1893 (Fabrikbauten); 1903 (Fabrikbauten)                                                    | Verwaltungsgebäude mit Einfriedung und dahinter liegendes Fabrikgebäude; Verwaltungsgebäude stattlicher Putzbau mit flachem Mittelrisalit, Attika mit zwei Figuren, flaches Walmdach, baugeschichtlich und sozialgeschichtlich von Bedeutung | 09289737 |
| Weitere Bilder                          | Gurt- und Bandweberei J. G. Schöne (ehem.)                          | Großröhrsdorf (Karte)  | um 1920 (Fabrikgebäude); um 1936 (Fabrikgebäude); 1837 (Verwaltungsgebäude); nach 1873 (Sozialgebäude); um 1940 (Technische Ausstattung) | Zwei Produktionsgebäude, Verwaltungsgebäude und Sozialgebäude der ehemaligen Bandund Gurtweberei; Produktionsgebäude einschl. originaler Websäle, einer mit kompletter technischer Ausstattung mit historischen Webstühlen, Verwaltungsgebäude mit Sammlung originaler Auftragsbücher, Tagebücher, Lohnbücher, Musterbücher, Fotografien der Firma, Schreib- und Rechenmaschinen und verschiedenster Muster aus der Produktpalette der Firma, Sozialgebäude mit bauzeitlichem Speisesaal inklusive vollständiger historischer Raumfassung und historischer Werksküche, orts und produktionsgeschichtlich in hohem Maße bedeutsam | 09289587 |
| Weitere Bilder                          | Fabrikgebäude der ehem. Bandweberei J. G. Schurig und Dampfmaschine | Großröhrsdorf (Karte)  | um 1900 (Fabrikgebäude); 2. Hälfte 19. Jahrhundert (Dampfmaschine)                                                                       | Fabrikgebäude mit aufwändiger Fassade, hohen Sprossenfenstern und Zierbändern aus Klinkern, heute Stadtbibliothek und Technisches Museum der Bandweberei, baugeschichtlich, ortsgeschichtlich und straßenbildprägend von Bedeutung | 09289657 |
| Direkt Bild zu diesem Denkmal hochladen | Wegestein                                                           | Kleinröhrsdorf (Karte) | 19. Jahrhundert (Wegestein) | verkehrsgeschichtlich von Bedeutung | 09289699 |
| Direkt Bild zu diesem Denkmal hochladen | Wohnmühlenhaus                                                      | Kleinröhrsdorf (Karte) | bezeichnet 1793 (Mühle) | Obergeschoss Sichtfachwerk, Ständer sehr unregelmäßig, Sandsteintürgewände, Krüppelwalmdach, über der Haustür Tafel mit Müllerwappen: zwei Löwen bewegen ein Rad, baugeschichtlich, ortsgeschichtlich und straßenbildprägend von Bedeutung | 09289688 |

## Haselbachtal
| Bild                                    | Bezeichnung                            | Lage                | Datierung                                                     | Beschreibung | ID       |
| --------------------------------------- | -------------------------------------- | ------------------- | ------------------------------------------------------------- | --- | -------- |
| Direkt Bild zu diesem Denkmal hochladen | Straßenbrücke über den Haselbach       | Bischheim (Karte)   | 19. Jahrhundert (Straßenbrücke)                               | baugeschichtlich und ortsbildprägend von Bedeutung | 09227352 |
| Weitere Bilder                          | Drei Straßenbrücken über den Haselbach | Bischheim (Karte)   | 2. Hälfte 19. Jahrhundert (Straßenbrücke)                     | baugeschichtlich und ortsbildprägend von Bedeutung | 09227336 |
| Direkt Bild zu diesem Denkmal hochladen | Wegestein                              | Bischheim (Karte)   | 19. Jahrhundert (Wegestein)                                   | verkehrsgeschichtlich von Bedeutung | 09227339 |
| Weitere Bilder                          | Windmühle Bischheim                    | Bischheim (Karte)   | 1865 (Mühle)                                                  | Turmholländer; Bruchsteinmauerwerk, Kegeldach, baugeschichtlich, ortsbildprägend, ortsgeschichtlich und technikgeschichtlich von Bedeutung | 09227357 |
| Weitere Bilder                          | Eisenbahnviadukt                       | Gersdorf (Karte)    | 1869–1871 (Viadukt)                                           | eisenbahngeschichtlich, baugeschichtlich und technikgeschichtlich von Bedeutung | 09223916 |
| Direkt Bild zu diesem Denkmal hochladen | Wohnhaus mit Schmiede und Nebengebäude | Gersdorf (Karte)    | Wetterfahne bezeichnet 1933 (Schmiede)                        | Bausubstanz weitgehend unverändert erhalten, baugeschichtlich und ortsgeschichtlich von Bedeutung | 09223918 |
| Weitere Bilder                          | Hustemühle Gersdorf                    | Gersdorf (Karte)    | nach 1846 (Mühle)                                             | Turmholländer; Bruchsteinbau, baugeschichtlich, technikgeschichtlich und ortsbildprägend von Bedeutung | 09223919 |
| Weitere Bilder                          | Freilichtmuseum der Granitindustrie    | Häslich (Karte)     |                                                               | Sachgesamtheit ehemaliger Granitsteinbruch mit nachfolgenden Baulichkeiten und Anlagen als Sachgesamtheitsteile: sogenannter Sozialbau mit Küche und Speiseraum, Schmiede und Kontor, Kompressorraum, Lokschuppen, Gleisanlagen mit Drehscheiben, Kabelkrananlage, Gattersäge, Sprengschutzturm und Sprengmittelaufbewahrungsbehälter, Laderampe und Wegenetz; ortsgeschichtlich und produktionsgeschichtlich von Bedeutung sowie ortsbildprägender Wert | 09227009 |
| Direkt Bild zu diesem Denkmal hochladen | Strauchmühle                           | Möhrsdorf (Karte)   | Anfang 19. Jahrhundert (Müllerwohnhaus); um 1915 (Sägegatter) | Müllerwohnhaus und Schneidemühle mit Mühlentechnik eines Mühlenanwesens; Müllerwohnhaus Obergeschoss Fachwerk verbrettert, baugeschichtlich, ortsgeschichtlich und technikgeschichtlich von Bedeutung | 09226991 |
| Weitere Bilder                          | Windmühle Möhrsdorf                    | Möhrsdorf (Karte)   | 2. Hälfte 19. Jahrhundert (Mühle)                             | Turmholländer; baugeschichtlich, ortsbildprägend und technikgeschichtlich von Bedeutung | 09220722 |
| Direkt Bild zu diesem Denkmal hochladen | Gruhls Mühle                           | Reichenau (Karte)   | 1805 und später (Mühle); A. 19. Jahrhundert (Wassertrog)      | Mühlengebäude mit angebautem Gasthof und zwei Seitengebäude sowie Granittrog im Hof; baugeschichtlich, ortsgeschichtlich und straßenbildprägend von Bedeutung | 09227300 |
| Direkt Bild zu diesem Denkmal hochladen | Mühlbrücke                             | Reichenau (Karte)   | bezeichnet 1864 (Straßenbrücke)                               | Rundbogenbrücke über die Pulsnitz; hergestellt aus Granitbruchsteinen, die Stirnseiten der Bögen sind aus Granitquadern erstellt, im Schlussstein flussabwärts bezeichnet, die Brüstung ist aufgemauert und mit Granitplatten abgedeckt, baugeschichtlich und ortsbildprägend von Bedeutung | 09227299 |
| Weitere Bilder                          | Wegestein                              | Reichenbach (Karte) | 19. Jahrhundert (Wegestein)                                   | verkehrsgeschichtlich von Bedeutung | 09304257 |

## Hochkirch
| Bild                                    | Bezeichnung                                                 | Lage                | Datierung                                            | Beschreibung | ID       |
| --------------------------------------- | ----------------------------------------------------------- | ------------------- | ---------------------------------------------------- | --- | -------- |
| Direkt Bild zu diesem Denkmal hochladen | Wegestein                                                   | Hochkirch (Karte)   | 19. Jahrhundert (Wegestein)                          | verkehrsgeschichtlich von Bedeutung | 09251708 |
|                                         | Wegestein                                                   | Hochkirch (Karte)   | 19. Jahrhundert (Wegestein)                          | verkehrsgeschichtlich von Bedeutung | 09251707 |
| Weitere Bilder                          | Obermühle; Klarmühle; Klarsche Mühle                        | Kohlwesa (Karte)    | um 1850 (Auszugshaus); 1850 (Scheune)                | Südliches Auszugshaus mit angebautem Seitengebäude und zwei nördliche, im Winkel zueinander stehende Scheunen eines Mühlenanwesens; Auszugshaus Obergeschoss Fachwerk, Natursteingewände, Satteldach mit Fledermausgaupe, Seitengebäude massiv, Scheunen verputzte Bruchsteinbauten, baugeschichtlich, ortsgeschichtlich und technikgeschichtlich von Bedeutung                | 09251665 |
| Weitere Bilder                          | Niedermühle                                                 | Kohlwesa (Karte)    | um 1850 (Mühle); 1. Hälfte Jahrhundert (Scheune)     | Nördliches Wohnmühlenhaus mit Mühlentechnik und südwestliche Scheune eines Mühlenanwesens; Wohnmühlenhaus dreigeschossiger Bruchsteinbau mit Satteldach, Scheune verputzter Bruchsteinbau mit Krüppelwalmdach, baugeschichtlich, ortsgeschichtlich und technikgeschichtlich von Bedeutung                                                                                      | 09304344 |
| Direkt Bild zu diesem Denkmal hochladen | Wegestein                                                   | Kuppritz (Karte)    | 19. Jahrhundert (Wegestein)                          | verkehrsgeschichtlich von Bedeutung | 09251719 |
|                                         | Wegestein                                                   | Kuppritz (Karte)    | 19. Jahrhundert (Wegestein)                          | verkehrsgeschichtlich von Bedeutung | 09251673 |
| Weitere Bilder                          | Ölmühle Kuppritz                                            | Kuppritz (Karte)    | bezeichnet 1802 (Wohnhaus)                           | Wohnmühlenhaus, Scheune und Seitengebäude eines Mühlenanwesens; Ölmühle, verputzte Bruchsteinbauten, Wohnmühlenhaus mit Drempel und Krüppelwalmdach, baugeschichtlich, ortsgeschichtlich und technikgeschichtlich von Bedeutung | 09251646 |
|                                         | Wegestein                                                   | Meschwitz (Karte)   | 19. Jahrhundert (Wegestein)                          | verkehrsgeschichtlich von Bedeutung | 09251624 |
| Direkt Bild zu diesem Denkmal hochladen | Wegestein                                                   | Meschwitz (Karte)   | 19. Jahrhundert (Wegestein)                          | verkehrsgeschichtlich von Bedeutung | 09251623 |
| Direkt Bild zu diesem Denkmal hochladen | Wegestein                                                   | Meschwitz (Karte)   | 19. Jahrhundert (Wegestein)                          | verkehrsgeschichtlich von Bedeutung | 09251621 |
| Direkt Bild zu diesem Denkmal hochladen | Wohnhaus, Seitengebäude und Mühlgraben eines Mühlenanwesens | Meschwitz (Karte)   | bezeichnet1831 (Mühle); 18. Jahrhundert (Mühlgraben) | Wohnhaus Putzbau mit Krüppelwalmdach, Seitengebäude Obergeschoss Fachwerk, Satteldach, baugeschichtlich und ortsgeschichtlich von Bedeutung | 09251596 |
| Direkt Bild zu diesem Denkmal hochladen | Bogenbrücke                                                 | Meschwitz           | 19. Jahrhundert (Straßenbrücke)                      | baugeschichtlich von Bedeutung | 09251620 |
| Direkt Bild zu diesem Denkmal hochladen | Dorfbrunnen                                                 | Meschwitz (Karte)   | 17. Jahrhundert (Brunnen)                            | ortsgeschichtlich und sozialgeschichtlich von Bedeutung | 09251615 |
|                                         | Wegestein                                                   | Neukuppritz (Karte) | um 1800 (Wegestein)                                  | verkehrsgeschichtlich von Bedeutung | 09251709 |
| Weitere Bilder                          | Liebig-Mühle                                                | Plotzen (Karte)     | bezeichnet 1787 (Mühle)                              | Östliches Wohnmühlenhaus, nördliches Seitengebäude und westliche Scheune eines Mühlenanwesens sowie Torbogen, Mühlteich und Reste des gemauerten Mühlgrabens (am Wohnhaus); Wohnmühlenhaus Obergeschoss Fachwerk, baugeschichtlich und ortsgeschichtlich von Bedeutung | 09251674 |
| Weitere Bilder                          | Siebenbogige Eisenbahnbrücke                                | Pommritz (Karte)    | nach 1850 (Eisenbahnbrücke)                          | baugeschichtlich, eisenbahngeschichtlich und technikgeschichtlich von Bedeutung | 09251675 |
| Weitere Bilder                          | Eisenbahnstrecke Görlitz–Dresden; Pulverhaus                | Pommritz (Karte)    | Mitte 19. Jahrhundert (Pulverhaus)                   | Pulverhaus an der Eisenbahnstrecke Dresden–Görlitz; gebaut zur Aufbewahrung des Pulvers zu möglicher kriegsbedingter Sprengung des Viadukts, kleiner Bruchsteinbau mit Gewölbe, seltenes Zeugnis der deutschen Eisenbahn-Militärgeschichte im Spannungsfeld des neu gegründeten Deutschen Reiches unter preußischer Vorherrschaft und der K. u. K. Monarchie Österreich-Ungarn | 09251416 |
|                                         | Alte Schmiede                                               | Pommritz (Karte)    | 1726 (Wohnhaus)                                      | Schmiede (Umgebinde) mit Oberlaube; Obergeschoss Fachwerk, rückwärtige Schleppe, baugeschichtlich und hausgeschichtlich von Bedeutung | 09251683 |
| Weitere Bilder                          | Bahnhof Pommritz                                            | Pommritz (Karte)    | um 1870 (Personenbahnhof)                            | Bahnhof mit Empfangsgebäude, ehem. Postgebäude, dazwischen flacher Verbindungsbau sowie Güterschuppen mit Rampe; zeittypische Putzbauten mit flachen Satteldächern, baugeschichtlich und eisenbahngeschichtlich von Bedeutung | 09251677 |
| Weitere Bilder                          | Pommritzer Windmühle                                        | Pommritz (Karte)    | 1858 (Mühle)                                         | Turmholländer; ortsbildprägend und ortshistorisch bedeutend | 09251689 |
| Direkt Bild zu diesem Denkmal hochladen | Straßenbrücke über ein Gewässer (Durchlass)                 | Rodewitz (Karte)    | ab 1250, mittelalterlicher Ursprung (Straßenbrücke)  | einbogig, Bruchstein, Bestandteil eines wohl im Mittelalter angelegten, beidseitig von Eichen gesäumten Hohlweges, wissenschaftliche, ortsgeschichtliche und landschaftsprägende Bedeutung | 09279088 |
| Weitere Bilder                          | Rodewitzer Windmühle                                        | Rodewitz (Karte)    | 1856 (Mühle)                                         | Turmholländer; ortsbildprägend und ortshistorisch bedeutend | 09251577 |
| Weitere Bilder                          | Krujatz-Mühle                                               | Rodewitz (Karte)    | bezeichnet 1876 (Mühle)                              | Wohnmühlenhaus eines Mühlenanwesens; zeittypischer Putzbau mit Drempel und Satteldach, baugeschichtlich und ortsgeschichtlich von Bedeutung | 09251687 |
| Direkt Bild zu diesem Denkmal hochladen | Wegestein                                                   | Sornßig (Karte)     | 19. Jahrhundert (Wegestein)                          | verkehrsgeschichtlich von Bedeutung | 09304353 |
| Direkt Bild zu diesem Denkmal hochladen | Wegestein                                                   | Steindörfel (Karte) | um 1800 (Wegestein)                                  | verkehrshistorisch von Bedeutung | 09251704 |
| Weitere Bilder                          | Königlich-Sächsische Meilensteine (Sachgesamtheit)          | Steindörfel (Karte) | 19. Jahrhundert (Meilenstein)                        | Meilenstein; verkehrshistorisch von Bedeutung | 09251705 |
| Weitere Bilder                          | Niedere Mühle                                               | Wuischke (Karte)    | um 1790 (Mühle)                                      | Wohnmühlenhaus, Mühlstein und zwei Wassergräben eines Mühlenanwesens; Obergeschoss Fachwerk, baugeschichtlich und ortsgeschichtlich von Bedeutung | 09251717 |
| Direkt Bild zu diesem Denkmal hochladen | Brunnenhaus mit Pumpe                                       | Zschorna (Karte)    | um 1900 (Brunnenhaus)                                | sozialgeschichtlich von Bedeutung | 09251721 |

## Hoyerswerda, Stadt
| Bild                                    | Bezeichnung | Lage                                                | Datierung | Beschreibung | ID       |
| --------------------------------------- | --- | --------------------------------------------------- | --- | --- | -------- |
| Weitere Bilder                          | Wasserturm am Adler | Bröthen/Michalken (Karte)                           | 1914–1915 (Wasserturm) | Wasserturm mit Teilen der ursprünglichen technischen Ausstattung; qualitätvoll gestaltetes, landschaftsbildprägendes Turmbauwerk, technikgeschichtlich und ortsgeschichtlich von Bedeutung | 08975768 |
| Weitere Bilder                          | Mühlentechnik einer Wassermühle | Bröthen/Michalken (Karte)                           | 19./20. Jahrhundert (Mühlentechnik); 1874 (Mühle) | alte Ortslage Bröthen, die komplette historische technische Ausstattung der Mühle erhalten, darunter das Mahlwerk, technikgeschichtlich von Bedeutung | 08975757 |
|                                         | Transformatorenturmstation | Bröthen/Michalken (Karte)                           | um 1915 (Transformatorenstation) | ortsgeschichtlich und technikgeschichtlich von Bedeutung | 08975766 |
|                                         | Wegestein | Dörgenhausen (Karte)                                | 19. Jahrhundert (Wegestein) | Wegweiser aus Granit, verkehrsgeschichtlich von Bedeutung | 08975733 |
|                                         | Wegestein | Dörgenhausen (Karte)                                | 19. Jahrhundert (Wegestein) | Wegweiser aus Granit, verkehrsgeschichtlich von Bedeutung | 08975743 |
| Weitere Bilder                          | Bockwindmühle Dörgenhausen | Dörgenhausen (Karte)                                | 1707 (Mühle) | Bockwindmühle mit technischer Ausstattung; typische hölzerne Windmühle, technikgeschichtlich und ortsgeschichtlich von Bedeutung | 08975735 |
|                                         | Wegestein | Dörgenhausen (Karte)                                | 19. Jahrhundert (Wegestein) | Wegweiser aus Granit, verkehrsgeschichtlich von Bedeutung | 08975744 |
| Direkt Bild zu diesem Denkmal hochladen | Südlicher Fußweg mit Pflaster | Hoyerswerda (Karte)                                 | um 1900 (Straße) | Basalt-Grauwacke-Belag mit dekorativen Mustern, verkehrsgeschichtliche und kunsthandwerkliche Bedeutung | 08975498 |
| Weitere Bilder                          | Bahnhof Hoyerswerda | Hoyerswerda (Karte)                                 | 1873–1875 (Personenbahnhof); bezeichnet 1909 (Bahnsteigüberdachung); 1873 (Stellwerk W1) | Bahnhof mit Empfangsgebäude, Personentunnel mit Treppeneinhausung und Geländer, zwei Bahnsteigüberdachungen und Bahnsteighaus, Stellwerke W1, W2, B5 und W6 mit technischer Ausstattung, Schrankenanlage mitsamt Läutewerk am Bahnübergang Schäferweg sowie Weichenwärtergebäude; Empfangsgebäude einfach gegliederter Putzbau mit Schwebegiebeln, Bahnsteighaus mit Dienstraum in der Art eines Umgebindehauses, Ensemble von eisenbahngeschichtlicher, technikgeschichtlicher und baugeschichtlicher Bedeutung | 08975499 |
|                                         | Gebäude einer gewerblichen Anlage | Hoyerswerda (Karte)                                 | um 1890 (Fabrikgebäude) | alte Ortslage Klein Neida/Dresdener Vorstadt, gelber Backsteinbau mit roter und grünglasierter Gliederung, in ortstypischer Gestaltung, baugeschichtlich von Bedeutung | 08975461 |
|                                         | Abwasserpumpstation | Hoyerswerda (Karte)                                 | 1960 (Pumpenhaus) | Zeugnis der infrastrukturellen Entwicklung, technikgeschichtlich von Bedeutung | 08975375 |
|                                         | Bahnbetriebswerk und Bahnbetriebswagenwerk Hoyerswerda                                                                                     | Hoyerswerda (Karte)                                 | 1874 (Halle B, Rationalisierungsmittelwerkstatt); zw. 1912 und 1920 (Halle D); zw. 1912 und 1920 (Halle C); zw. 1912 und 1920 (Verwaltungsgebäude); um 1985 (Rheostat-Prüfanlage); um 1985 (Reisezugwaschanlage); um 1985 (Hochspannungsprüfanlage) | Bahnbetriebswerk mit Bahnbetriebswagenwerk: Bahnmeisterei, Verwaltungsgebäude, Halle B mitsamt Außenschiebebühne sowie parallele Werkshalle und Verbindungsbauten, Halle C, Halle D, Ladekran, zwei Wasserkräne, zwei Entschlackungsanlagen mit Schrägaufzug, eine Bekohlungsanlage mit Kohlebansen sowie das dazugehörige Lokbehandlungsgleis und ein Nebengleis, weiterhin eine Rheostat-Anlage, eine Hochspannungsprüfanlage und eine Reisezugwaschanlage; umfangreich erhaltenes Ensemble zur Wartung und Reparatur von Lokomotiven sowie Reisezugwagen, aufgrund der Ablesbarkeit der funktionalen Zusammenhänge von großer eisenbahngeschichtlicher, technikgeschichtlicher und baugeschichtlicher Bedeutung. | 08975373 |
| Weitere Bilder                          | Leichttriebwagen VT 4.12.01 (bis 1970) bzw. 173 001 (ab 1970)                                                                              | Hoyerswerda, Heinrich-Heine-Straße 43 (bei) (Karte) | 1964 (Triebwagen) | Verbrennungstriebwagen (VT) der Deutschen Reichsbahn; Umbaumodell der ehemaligen Triebwagen-Baureihe VT 2.09, als erster von zwei nicht zur Serienproduktion gelangten Prototypen, die auf der Leipziger Frühjahrsmesse 1964 vom VEB Waggonbau Bautzen vorgestellt wurden, von großer technikgeschichtlicher und verkehrsgeschichtlicher Bedeutung | 08975371 |
|                                         | Abwasserpumpstation | Hoyerswerda (Karte)                                 | 1960 (Pumpenhaus) | Zeugnis der infrastrukturellen Entwicklung, technikgeschichtlich von Bedeutung | 08975379 |
| Weitere Bilder                          | Kursächsische Postmeilensäulen (Sachgesamtheit)                                                                                            | Hoyerswerda (Karte)                                 | 1730 (Postdistanzsäule) | Postmeilensäule; Kopie einer Distanzsäule, verkehrsgeschichtlich von Bedeutung | 08975611 |
| Weitere Bilder                          | Wasserturm | Hoyerswerda (Karte)                                 | 1907 (Wasserturm) | Wasserturm; Bahnwasserturm mit Kugelbehälter der Bauart Klönne, eisenbahngeschichtlich sowie technikgeschichtlich von großer Bedeutung, als Wasserturm mit Klönne-Kugel von Seltenheitswert, mit massivem Schaft zudem in Sachsen singulär | 08975500 |
| Weitere Bilder                          | Bahnhof Knappenrode | Knappenrode (Karte)                                 | 1913 (Dienstgebäude); um 1870 (Bahnwärterhaus) | Bahnhof mit Dienstgebäude (Nr. 1), Güterboden und Bahnwärterhaus (Nr. 2) mit Aborten; Dienstgebäude Putzbau im Reformstil der Zeit um 1910, Bahnwärterhaus historisierender Klinkerbau, Güterschuppen Fachwerkgebäude, eisenbahngeschichtlich von Bedeutung, Nebengebäude (Heimatstil mit Umgebinde und Zierfachwerk) umgesetzt nach Lohsa, OT Riegel, Am Wald 19 | 08975369 |
| Weitere Bilder                          | Brikettfabrik Werminghoff; Kohleverbindungsbahn Werminghoff/Knappenrode–Zeißholz; heute Energiefabrik Knappenrode -Lausitzer Bergbaumuseum | Knappenrode (Karte)                                 | 1914–1921 (Fabrik); 1950er Jahre (Fabrik); um 1950 (Schaufelradbagger) | Brikettfabrik, heute Bergbaumuseum, mit allen noch stehenden Gebäuden (in Klammern die ehemaligen internen Nummern): Förderkohleverladung (50), Kühlturm (19), Elektromagazin (87), Kaue (80), Kühlhaus IV (61), Lamellenkühlhaus (78), Fabrik I, II, III und Nassdienst (77), Kraftzentrale (83), 30-kV-Station (84), elektrische Hauptwerkstatt, Magazin und Telefonzentrale (81), Verwaltung (82), Lehrwerkstatt (135), Schuppen (85), Nordschornstein mit Fuchs (79), Verwaltung (88), Böschungsmauer (86), alte Waage (25), Stapelwand (73), Kohleverbindungsbahn Knappenrode–Zeißholz 900 mm mit Umspurrampe (137), Reststrecke Abschnitt Brikettfabrik bis Kreisstraße Knappenrode–Koblenz, dazu die umgesetzten Bauten: Förderturm aus Nochten für Untertageförderung, Schacht 1 und 4 und Schacht 3 aus Welzow (Förderturm Schacht 3 wurde im Juni 2006 in den Landkreis Bautzen, Stadt Wittichenau, OT Maukendorf, an der B96, nordwestlich des Ortes, Gem. Maukendorf, Flur 1, Flurstück 109/1 umgesetzt), weitere umgesetzte Bauten sowie bewegliche technische Denkmale (vgl. Sammlung/Ausstattung); bedeutende Industrieanlage, die Gebäude in Stahlbetonbauweise mit Ziegelfassaden, baugeschichtlich, ortsgeschichtlich und technikgeschichtlich von Bedeutung. | 08975370 |
|                                         | Transformatorenstation | Knappenrode (Karte)                                 | um 1920 (Transformatorenstation) | zurückhaltend historisierender Klinkerturmbau, technikgeschichtlich von Bedeutung | 09299861 |
| Weitere Bilder                          | Wegestein | Schwarzkollm (Karte)                                | 19. Jahrhundert (Wegestein) | dreiseitige Steinstele, verkehrsgeschichtlich von Bedeutung | 08975424 |
| Weitere Bilder                          | Wegestein | Schwarzkollm (Karte)                                | 19. Jahrhundert (Wegestein) | vierseitige Steinstele, verkehrsgeschichtlich von Bedeutung | 08975420 |
| Weitere Bilder                          | Bahnhof Schwarzkollm | Schwarzkollm (Karte)                                | um 1900 (Bahnsteighalle) | Wartehäuschen des Bahnhofs; südlich der Gleise, kleine Wartehalle in der Art eines Umgebindehauses, Heimatstil, baugeschichtlich und eisenbahngeschichtlich von Bedeutung | 08975427 |
|                                         | Mühle | Schwarzkollm (Karte)                                | 1920er Jahre (Mühle) | Backsteingebäude, typische Industriemühle der Zeit nach 1900, baugeschichtlich und technikgeschichtlich von Bedeutung | 08975446 |
|                                         | Busdepot | Zeißig (Karte)                                      | 1961–1962 (Busbahnhof) | markanter Hallenbau aus vier aneinandergebauten Hallen in Stahlbeton, singulärer Wert, da diese Hallenkonstruktion nur noch in Rostock, Schwarze Pumpe und Lauchhammer ausgeführt wurde, baugeschichtlich, verkehrsgeschichtlich und technikgeschichtlich von Bedeutung | 08975740 |

## Kamenz, Stadt
| Bild                                    | Bezeichnung | Lage                                        | Datierung                                   | Beschreibung | ID       |
| --------------------------------------- | --- | ------------------------------------------- | ------------------------------------------- | --- | -------- |
|                                         | Wegestein | Deutschbaselitz (Karte)                     | 19. Jahrhundert (Wegestein)                 | verkehrsgeschichtlich von Bedeutung | 09227071 |
|                                         | Wegestein | Hennersdorf (Karte)                         | 19. Jahrhundert (Wegestein)                 | verkehrsgeschichtlich von Bedeutung | 09304087 |
| Weitere Bilder                          | Eisenbahnstrecke Kamenz–Pirna                                                                                                | Kamenz (Karte)                              | 2. Hälfte 19. Jahrhundert (Stützmauer)      | Böschungsmauern beidseitig der Bahngleise einschließlich Brücke (in Höhe Zwingerstraße) und Brücke an Tunneleinfahrt (vor Bönischplatz); Brücken mit aufwendigem dekorativen Fries, Böschungsmauern in Granit, verkehrsgeschichtliche Bedeutung | 09303316 |
| Weitere Bilder                          | Sachgesamtheit Königlich-Sächsische Triangulierung („Europäische Gradmessung im Königreich Sachsen“); Station 66 Lessingturm | Kamenz (Karte)                              | 1870 (Triangulationssäule)                  | Triangulationssäule; Station 2. Ordnung, vermessungsgeschichtlich und technikgeschichtlich von Bedeutung | 09305038 |
|                                         | Weinbergbehälter | Kamenz (Karte)                              | 1894 (Wasserversorgungs und Abwasseranlage) | Wasserbehälter sowie Schieberkammer einschließlich fast vollständig erhaltener Armaturen; verklinkerte Außenfassade mit Zugangstür und zwei Belüftungsöffnungen, wesentliches Zeugnis der Kamenzer Trinkwasserversorgung bis 1928, ortsgeschichtlich und technikgeschichtlich von Bedeutung | 09300934 |
| Direkt Bild zu diesem Denkmal hochladen | Brücke mit Granitpfosten | Kamenz (Karte)                              |                                             | technikgeschichtlich von Bedeutung; gestrichen von der Denkmalliste nur noch Betonbrücke | 09227834 |
| Weitere Bilder                          | Kursächsische Postmeilensäulen (Sachgesamtheit)                                                                              | Kamenz (Karte)                              | bezeichnet 1725 (Postdistanzsäule)          | Postmeilensäule; Distanzsäule, verkehrsgeschichtlich von Bedeutung | 09227747 |
|                                         | Spittelmühle | Kamenz (Karte)                              |                                             | Mühlgebäude, Contor und Nebengebäude; ortsgeschichtlich von Bedeutung | 09227681 |
| Weitere Bilder                          | Hydraulischer Widder eines Wasserpumpwerkes                                                                                  | Kamenz (Karte)                              | um 1915 (Hydraulischer Widder)              | gegenüber der Roten Mühle, wasserwirtschaftliche Anlage von technikgeschichtlichem Interesse | 09227005 |
|                                         | Einbogige Granitbrücke über das Lange Wasser                                                                                 | Kamenz (Karte)                              |                                             | bildet mit Schlossmühle (großer Mühle) ein Ensemble von geschichtlicher, produktionsgeschichtlicher und ortsbildprägender Bedeutung | 09227829 |
|                                         | Wassertrog (Granit) | Kamenz (Karte)                              | um 1900 (Wassertrog)                        | sozialgeschichtlich von Bedeutung | 09227180 |
|                                         | Ehem. Pumpstation | Lückersdorf (Karte)                         | 1979/1980 (Pumpenhaus)                      | Gebäude der ehemaligen Pumpstation mit Originalausrüstung aus der Erbauungszeit und Wasserbehälter; technikgeschichtliches Zeugnis der Trinkwasserversorgung im Kamenzer Kreisgebiet, dort von singulärer Bedeutung | 09300939 |
|                                         | Wegestein | Lückersdorf (Karte)                         | 19. Jahrhundert (Wegestein)                 | verkehrsgeschichtlich von Bedeutung | 09223215 |
|                                         | Wegestein | Lückersdorf (Karte)                         | 19. Jahrhundert (Wegestein)                 | verkehrsgeschichtlich von Bedeutung | 09223214 |
|                                         | Schiedeler Mühle | Schiedel (Karte)                            | um 1820 (Mühle)                             | Mühlengebäude mit seitlichem Anbau und Scheune; Mühle Putzbau mit klassizistischer Haustür, baugeschichtlich und ortsgeschichtlich von Bedeutung | 09284043 |
| Weitere Bilder                          | Eisenbahnbrücke (Industriebahn) über die Bischofswerdaer Straße und Staustufe der Schwarzen Elster mit Schützenwehr          | Wiesa (Karte)                               | 1890 (Eisenbahnbrücke)                      | der Teil der Brücke, der über die Straße führt, wurde abgebrochen, verkehrs- und technikgeschichtlich von Bedeutung | 09223020 |
| Weitere Bilder                          | Burgmühle | Wiesa (Karte)                               | bezeichnet 1823 (Getreidemühle)             | Getreidemühle mit Backhaus, Schneidemühle und Müllerwohnhaus eines Mühlenkomplexes sowie Mühlentechnik, Wasserrad und Reste eines Mühlgrabens; Mahlmühle mit parallel gelegener Schneidemühle, Mühlgraben noch erkennbar, Backhaus mit altdeutschem Backofen, charakteristisches und weitgehend vollständig erhaltener Mühlenkomplex, ortsgeschichtlich und technikgeschichtlich von Bedeutung | 09227782 |
| Weitere Bilder                          | Lokomotive | Wiesa Bischofswerdaer Straße 42 (gegenüber) | 1954 (abweichende Angabe: 1958)             | Kleindiesellokomotive LKM 251215 des Typs LKM N4, 1958 ausgeliefert an den VEB Kombinat „Otto Grotewohl“ Böhlen, ab 1969 stationiert im Betriebsteil Espenhain, 1975 Übergabe an den VEB Papierfabrik Hainsberg, 1991 Aufstellung als Denkmal am Modellbahnladen in Sora, 2015 umgesetzt von Sora nach Wiesa, technikgeschichtlich von Bedeutung                                               | 09268630 |
|                                         | Wegestein | Zschornau (Karte)                           | 19. Jahrhundert (Wegestein)                 | verkehrsgeschichtlich von Bedeutung | 09304086 |

## Königsbrück, Stadt
| Bild                                    | Bezeichnung | Lage                | Datierung                                                                      | Beschreibung | ID       |
| --------------------------------------- | --- | ------------------- | ------------------------------------------------------------------------------ | --- | -------- |
| Direkt Bild zu diesem Denkmal hochladen | Wegestein | Gräfenhain (Karte)  | 19. Jahrhundert (Wegesäule)                                                    | verkehrsgeschichtlich von Bedeutung | 09300633 |
| Direkt Bild zu diesem Denkmal hochladen | Brücke | Gräfenhain (Karte)  | 1. Hälfte 19. Jahrhundert (Straßenbrücke)                                      | einbogige Gewölbebrücke aus Bruchstein über die Pulsnitz, landschaftsund ortsbildprägend von Bedeutung | 09223066 |
| Weitere Bilder                          | Viadukt Pulsnitztal                                                                                                 | Königsbrück (Karte) | Ende 19. Jahrhundert (Eisenbahnbrücke)                                         | verkehrsgeschichtliche und landschaftsgestaltende Bedeutung, Konstruktion von Seltenheitswert | 09229998 |
| Direkt Bild zu diesem Denkmal hochladen | Altes Wehr | Königsbrück (Karte) | frühe 1920er Jahre (Wehr)                                                      | Überfallwehr mit mittlerer Schützanlage mit Wehrkörpern und Schussboden; Wehrkörper und Stirnwand des Schussbodens mit großen Natursteinblöcken verkleidet, geschichtliche, hier vor allem orts- und technikgeschichtliche Bedeutung sowie landschaftsprägender Wert, da Standort der Wehranlage einschließlich seiner Vorgängerbauten mit gleichartiger Bestimmung nachweislich seit dem 17. Jahrhundert existiert und jetziges Bauwerk als letztes Relikt die Regulierung der Wasserzufuhr für die Grünmetzmühle über eigenen Mühlgraben dokumentiert | 09229965 |
| Weitere Bilder                          | Baderbrücke | Königsbrück (Karte) | bezeichnet 1558 (Straßenbrücke)                                                | Rundbogenbrücke über die Pulsnitz; baugeschichtlich, ortsgeschichtlich und technikgeschichtlich von Bedeutung | 09227187 |
| Direkt Bild zu diesem Denkmal hochladen | Rundbogenbrücke aus Bruchsteinmauerwerk                                                                             | Königsbrück (Karte) | 19. Jahrhundert (Straßenbrücke)                                                | landschaftsgestaltend und technikgeschichtlich von Bedeutung | 09227638 |
| Weitere Bilder                          | Wasserturm | Königsbrück (Karte) | 1894 (Wasserturm)                                                              | Wasserturm; technikgeschichtlich und landschaftsprägend von Bedeutung | 09227166 |
| Direkt Bild zu diesem Denkmal hochladen | Steingattersäge (1906), zwei Pflasterspaltmaschinen (1920) und eine Steinschleifmaschine im Granitwerk Horst Füssel | Königsbrück (Karte) | 1906, Steingattersäge (Maschine); 1920, zwei Pflasterspaltmaschinen (Maschine) | hoher Seltenheitswert, technikgeschichtlich von Bedeutung | 09228024 |
| Weitere Bilder                          | Kursächsische Postmeilensäulen (Sachgesamtheit)                                                                     | Königsbrück (Karte) | bezeichnet 1722 (Viertelmeilenstein)                                           | Postmeilensäule; Kopie eines Viertelmeilensteins, verkehrsgeschichtlich von Bedeutung | 09301587 |
| Weitere Bilder                          | Stadtmühle Alfred Kretzschmar                                                                                       | Königsbrück (Karte) | 1937 (Mühlengebäude); 1931 (Silo)                                              | Mühlgraben mit Turbinenkammer und Freifluter, Überfallwehr, Schützanlage und Regulierungsschutz sowie Mühlengebäude (Nr. 21) mit nordwestlicher Fassade des ehemaligen Anbaus, Stallgebäude (Nr. 12) sowie Silo (Nr. 14) mit Anbau als Teile eines Mühlenanwesens; ortsgeschichtlich, baugeschichtlich und technikgeschichtlich von Bedeutung | 09229994 |
|                                         | Wegestein | Königsbrück (Karte) | 1. H. 19. Jahrhundert (Wegestein)                                              | verkehrsgeschichtlich von Bedeutung | 09301590 |

## Königswartha
| Bild           | Bezeichnung                      | Lage           | Datierung       | Beschreibung | ID       |
| -------------- | -------------------------------- | -------------- | --------------- | --- | -------- |
| Weitere Bilder | Wassermühle, ohne hinteren Anbau | Wartha (Karte) | um 1820 (Mühle) | Obergeschoss Fachwerk, weitgehend intakter Holzkonstruktion, baugeschichtlich und ortsgeschichtlich von Bedeutung | 08990741 |

## Kubschütz
| Bild                                    | Bezeichnung                                                                       | Lage                     | Datierung                                            | Beschreibung | ID       |
| --------------------------------------- | --------------------------------------------------------------------------------- | ------------------------ | ---------------------------------------------------- | --- | -------- |
| Direkt Bild zu diesem Denkmal hochladen | Wegestein                                                                         | Baschütz (Karte)         | 19. Jahrhundert (Wegestein)                          | verkehrsgeschichtlich von Bedeutung | 09251348 |
| Direkt Bild zu diesem Denkmal hochladen | Wegestein                                                                         | Blösa (Karte)            | bezeichnet 1845 (Wegestein)                          | verkehrsgeschichtlich von Bedeutung | 09251906 |
| Weitere Bilder                          | Mittelmühle                                                                       | Blösa (Karte)            | bezeichnet 1748 (Knochenmühle)                       | Mühlenstein der ehem. Knochenstampfe mit 5 Mahllöchern; bezeichnet AR D Z4D MK 1748, technikgeschichtlich von Bedeutung | 09301162 |
| Weitere Bilder                          | Niedermühle (ehem.); Gasthof Blösa (ehem.)                                        | Blösa (Karte)            | bezeichnet 1840 (Mühle)                              | Mühlengebäude, zwei Mühlsteine, Steindeckerbrücke, zwei Portale des ehemaligen Gasthofes sowie talwärts stehendes Seitengebäude und gegenüber dem Mühlengebäude gelegene Bruchsteinmauer; bau- und ortsgeschichtliche Bedeutung sowie wichtig für das Ortsbild, talwärts stehendes hohes Seitengebäude mit Fachwerk-Obergeschoss | 09251904 |
|                                         | Wegestein                                                                         | Canitz-Christina (Karte) | 19. Jahrhundert (Wegestein)                          | verkehrsgeschichtlich von Bedeutung | 09251915 |
|                                         | Wegestein                                                                         | Canitz-Christina (Karte) | bezeichnet 1836 (Wegestein)                          | verkehrsgeschichtlich von Bedeutung | 09252180 |
| Direkt Bild zu diesem Denkmal hochladen | Wegestein                                                                         | Jenkwitz (Karte)         | 19. Jahrhundert (Wegestein)                          | verkehrsgeschichtlich von Bedeutung | 09301171 |
|                                         | Wegestein                                                                         | Kreckwitz (Karte)        | 19. Jahrhundert (Wegestein)                          | verkehrsgeschichtlich von Bedeutung | 09304091 |
|                                         | Wegestein                                                                         | Kumschütz (Karte)        | 19. Jahrhundert (Wegestein)                          | verkehrsgeschichtlich von Bedeutung | 09251893 |
| Direkt Bild zu diesem Denkmal hochladen | Wegestein                                                                         | Kumschütz (Karte)        | 19. Jahrhundert (Wegestein)                          | verkehrsgeschichtlich von Bedeutung | 09251894 |
|                                         | Wegestein                                                                         | Neupurschwitz (Karte)    | 1. H. 19. Jahrhundert (Wegestein)                    | verkehrsgeschichtlich von Bedeutung | 09302446 |
|                                         | Wegestein                                                                         | Neupurschwitz (Karte)    | 19. Jahrhundert (Wegestein)                          | verkehrsgeschichtlich von Bedeutung | 09251914 |
|                                         | Wegesäule                                                                         | Rachlau                  | 1. H. 19. Jahrhundert (Wegestein)                    | verkehrsgeschichtlich von Bedeutung | 09251936 |
| Weitere Bilder                          | Wohnmühlenhaus (Umgebinde) mit Mühlteich, Scheune, Einfriedung und Hofpflasterung | Rachlau (Karte)          | bezeichnet 1825 (Mühle); bezeichnet 1828 (Mühlteich) | Wohnmühlenhaus Obergeschoss Fachwerk verbrettert, Korbbogenportal, baugeschichtlich, technikgeschichtlich und ortsgeschichtlich von Bedeutung | 09251960 |
| Direkt Bild zu diesem Denkmal hochladen | Wegestein                                                                         | Scheckwitz (Karte)       | 19. Jahrhundert (Wegestein)                          | verkehrsgeschichtlich von Bedeutung | 09301182 |
| Direkt Bild zu diesem Denkmal hochladen | Wegestein                                                                         | Soritz (Karte)           | 19. Jahrhundert (Wegestein)                          | verkehrsgeschichtlich von Bedeutung | 09251902 |
| Direkt Bild zu diesem Denkmal hochladen | Wohnmühlenhaus und Scheune der ehemaligen Mühle                                   | Soritz (Karte)           | i. Sturz bezeichnet 1802.G.K. (Mühle)                | Wohnmühlenhaus Obergeschoss Fachwerk verputzt, zwei Korbbogenportale mit Schlussstein, massive Bruchsteinscheune mit Drempel und Krüppelwalmdach, baugeschichtlich, ortsgeschichtlich und technikgeschichtlich von Bedeutung | 09253684 |
| Direkt Bild zu diesem Denkmal hochladen | Wegestein                                                                         | Waditz (Karte)           | 1. H. 19. Jahrhundert (Wegestein)                    | verkehrsgeschichtlich von Bedeutung | 09302447 |
|                                         | Straßenbrücke mit Randbegrenzungen über eine Eisenbahnstrecke                     | Waditz (Karte)           | um 1890 (Straßenbrücke)                              | technikgeschichtlich und landschaftsgestaltend von Bedeutung | 09251892 |
|                                         | Wegestein                                                                         | Weißig (Karte)           | 19. Jahrhundert (Wegestein)                          | verkehrsgeschichtlich von Bedeutung | 09301188 |